# Хронологія російського вторгнення в Україну (березень 2025)
Ця стаття є частиною хронології повномасштабного російського вторгнення в Україну з 24 лютого 2022 року, яка є частиною хронології російської збройної агресії проти України з 2014 року.
Про події попереднього місяця — див. у статті Хронологія російського вторгнення в Україну (лютий 2025).

## 1—10 березня

### 1 березня
ЗС РФ втратили 1050 солдатів, систему реактивного залпового вогню і 15 бойових броньованих машин, загальні бойові втрати супротивника з 24.02.22 склали 875 610 осіб. Ворог просувався поблизу Покровська, Курахового, Великої Новосілки та на заході Запорізької області.
Міністерство оборони РФ заявило, що ЗС РФ захопили село Бурлацьке поблизу Великої Новосілки в Донецькій області.

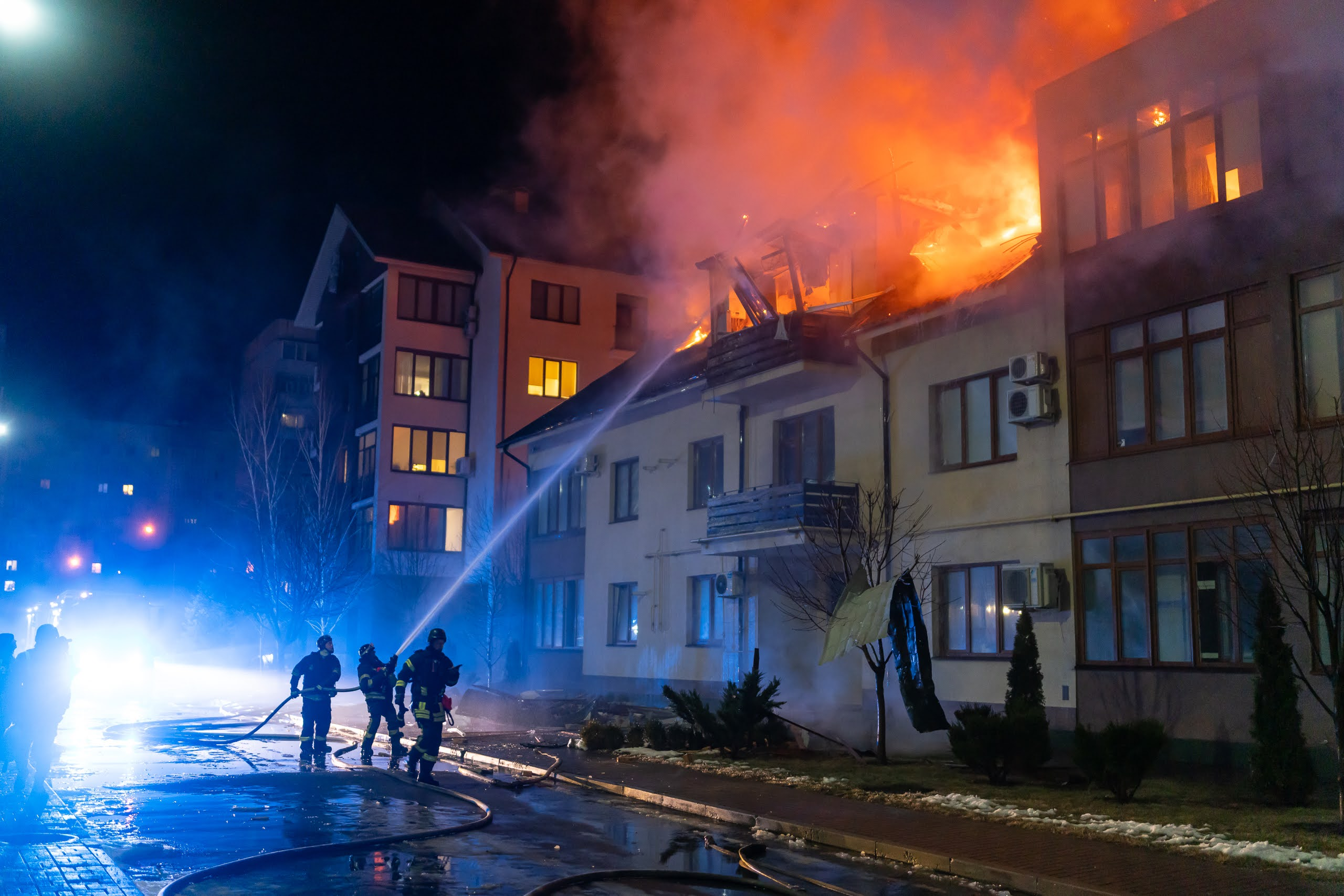
Житловий будинок у Запоріжжі після вечірньої атаки російського безпілотника; одна людина поранена. 1 березня 2025

За даними ISW, високопосадовці США припускали, що США могли припинити допомогу Україні. ЗСУ просунулися біля Торецька, в ЗС РФ просунулися біля Великої Новосалки. Крім того, МО РФ продовжувало мобілізувати непридатних за станом здоров'я солдатів, щоб розв'язати проблему нестачі кадрів.

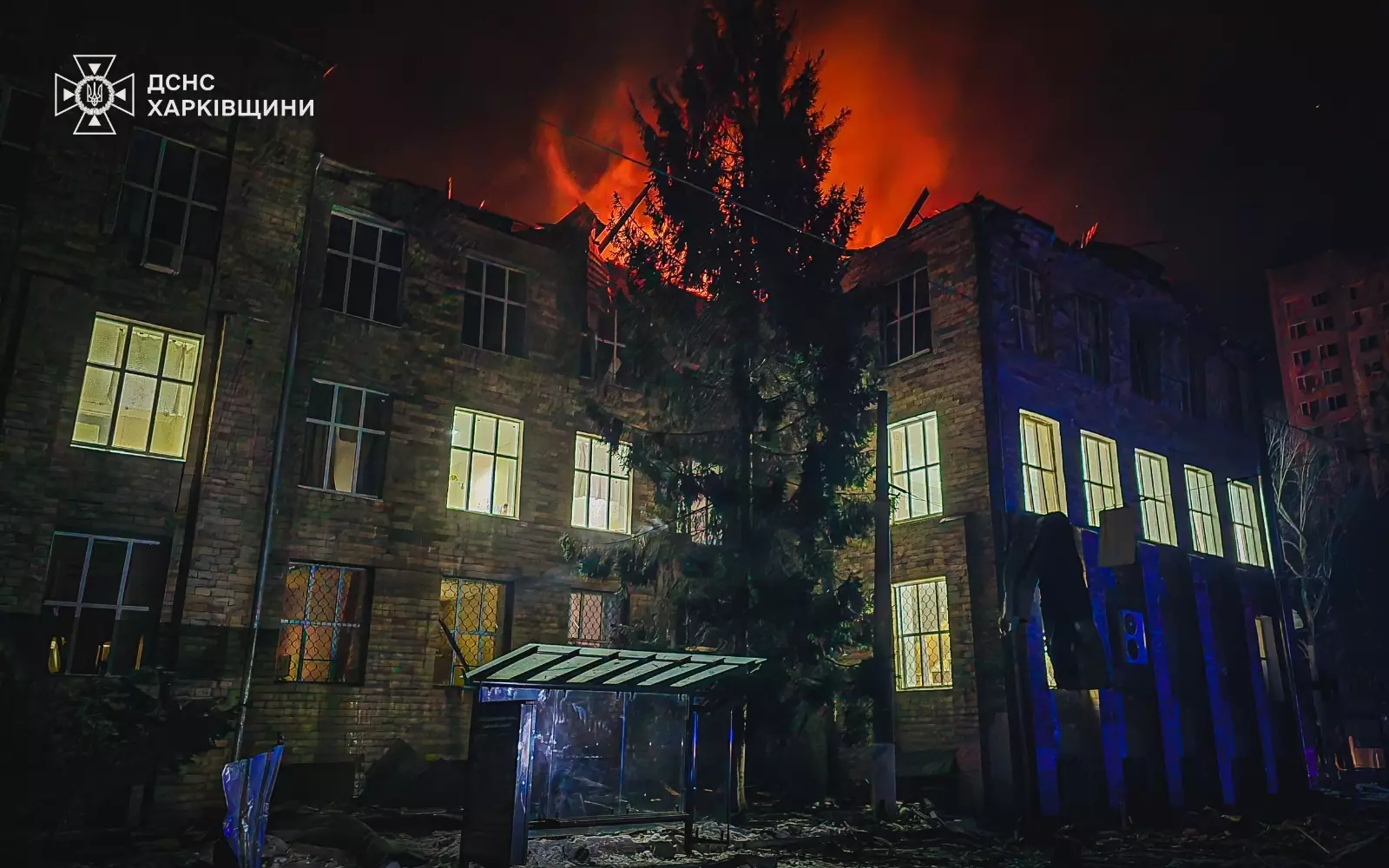
Науково-дослідний інститут гігієни праці та профзахворювань у Харкові після російської атаки безпілотниками в ніч на 1 березня

Вночі ЗС РФ атакували Україну 154 БПЛА з Орла, Брянська, Курська, Міллерово та Приморсько-Ахтарська. ППО знищила 103 БПЛА над Харківською, Полтавською, Сумською, Київською, Чернігівською, Черкаською, Київською, Дніпропетровською, Донецькою, Херсонською, Одеською та Миколаївською областями, ще 51 безпілотник було знищено засобами РЕБ. Харківська, Одеська, Сумська, Чернігівська та Київська області постраждали від атаки (падіння уламків безпілотників).
Міністерство оборони Росії заявило, що ракетою «Іскандер-М» був обстріляний український військовий полігон Новомосковськ у Дніпропетровській області, де нібито проходили військову підготовку бійці 157-ї окремої механізованої бригади. 2 березня 2025 ЗС РФ атакували балістичною ракетою «Іскандер-М» у касетному спорядженні полігон в селі Черкаське Новомосковського району. 3 березня командувач Сухопутних військ Михайло Драпатий підтвердив атаку, не назвавши кількість загиблих і поранених. За різними оцінками, загинули десятки українських солдатів.
Міністр оборони Литви Довіле Шакалене заявила, що Литва вже інвестувала 20 млн євро в закупівлю зброї для України в українських виробників і буде виробляти зброю у співпраці з Україною. «Українська оборонна промисловість має неймовірний потенціал стати гравцем світового рівня завдяки своїй високій компетенції, заснованій на безпосередньому бойовому досвіді, мотивації та компетентності інженерів, а також орієнтованості на майбутнє ключових осіб, які приймають рішення в галузі».
Міністерство енергетики України оголосило, що Італія підписала угоду з Україною про надання їй 13 млн євро для Фонду енергетичної підтримки для підтримки «реконструкції енергетичного сектору України»..
Одна людина загинула і троє отримали поранення в результаті атаки російського безпілотника в Одеській області. Увечері було здійснено балістичну ракетну атаку на Одеський морський порт, поранено двох працівників порту, пошкоджено інфраструктуру порту та вантажне судно «MSC Levante F» під прапором Панами, що належить Швейцарії.
Велика Британія та Україна підписали угоду про надання Україні кредиту на суму близько 2,84 млрд доларів (під заставу заморожених російських активів) для підтримки обороноздатності України.
Трамп заявив, що Зеленський, на відміну від Путіна, не хоче миру.
Генеральний секретар НАТО Марк Рютте закликав Зеленського відновити відносини з Трампом після напруженого діалогу в Білому домі. Рютте заявив, що Зеленському важливо відновити відносини з Трампом.

### 2 березня
За добу ЗС РФ втратили 1110 солдатів, 8 танків і 2 системи реактивного залпового вогню. ЗСУ просунулися в районі Торецька, ЗС РФ просунулися поблизу Великої Новосілки.
ЗС РФ заявили, що вони окупували село Журавка після перетину кордону з Сумською областю і Привільне на північний захід від Великої Новосілки. Пізно ввечері ЗС РФ атакували Кривій Ріг дронами.
ЗСУ просунулися у районі Торецька, а ЗС РФ наблизилися до Великої Новосілки.
ЗС РФ атакували Україну, використовуючи 79 БПЛА Shahed-136/131 і безпілотних літальних апаратів різних типів, запущених з аеродромів Орло, Брянськ, Міллерово і Приморсько-Ахтарськ. Українські засоби протиповітряної оборони збили 63 безпілотники над Харківською, Полтавською, Сумською, Київською, Черкаською, Київською, Житомирською, Вінницькою, Хмельницькою, Дніпропетровською, Запорізькою, Херсонською та Миколаївською областями, а ще 16 були знищені РЕБ. Від атаки постраждали Харківська, Сумська, Хмельницька та Запорізька області.
Російський безпілотник скинув вибухівку на автобус у Херсоні, 53-річна жінка загинула і щонайменше 10 отримали поранення, четверо з них серйозні. ЗС РФ атакували Харків, було поранено вісім осіб, у тому числі 7-річну дитину, пошкоджено три будинки, у багатоповерхівці виникла пожежа.
Прем'єр-міністр Великої Британії Кір Стармер оголосив про «ракетну угоду» вартістю 1,6 млрд фунтів стерлінгів, яка дозволить Україні придбати понад 5000 легких багатоцільових ракет (ЛМР), що будуть вироблені в Белфасті, Північна Ірландія. Чеській благодійній ініціативі «Подарунок для Путіна» вдалося зібрати близько 3 млн доларів на придбання гелікоптера UH-60 Black Hawk для України. Мета була досягнута завдяки внескам понад 20 400 донорів.
Зеленського запросили на саміт європейських лідерів, який проводив прем'єр-міністр Великої Британії Кір Стармер. Ряд європейських лідерів взяли участь у саміті, щоб обговорити, як боротися з російською агресією та шлях України до справедливого і тривалого миру. На зустрічі було досягнуто домовленості з 4 пунктів: військова допомога Україні під час війни має продовжуватися, а економічний тиск на Росію має бути посилений; тривалий мир має гарантувати суверенітет і безпеку України, а Україна має брати участь у мирних переговорах; європейські лідери працюватимуть над тим, щоб запобігти вторгненню Росії в Україну в майбутньому; буде сформована «коаліція охочих» для захисту України та забезпечення миру в країні.

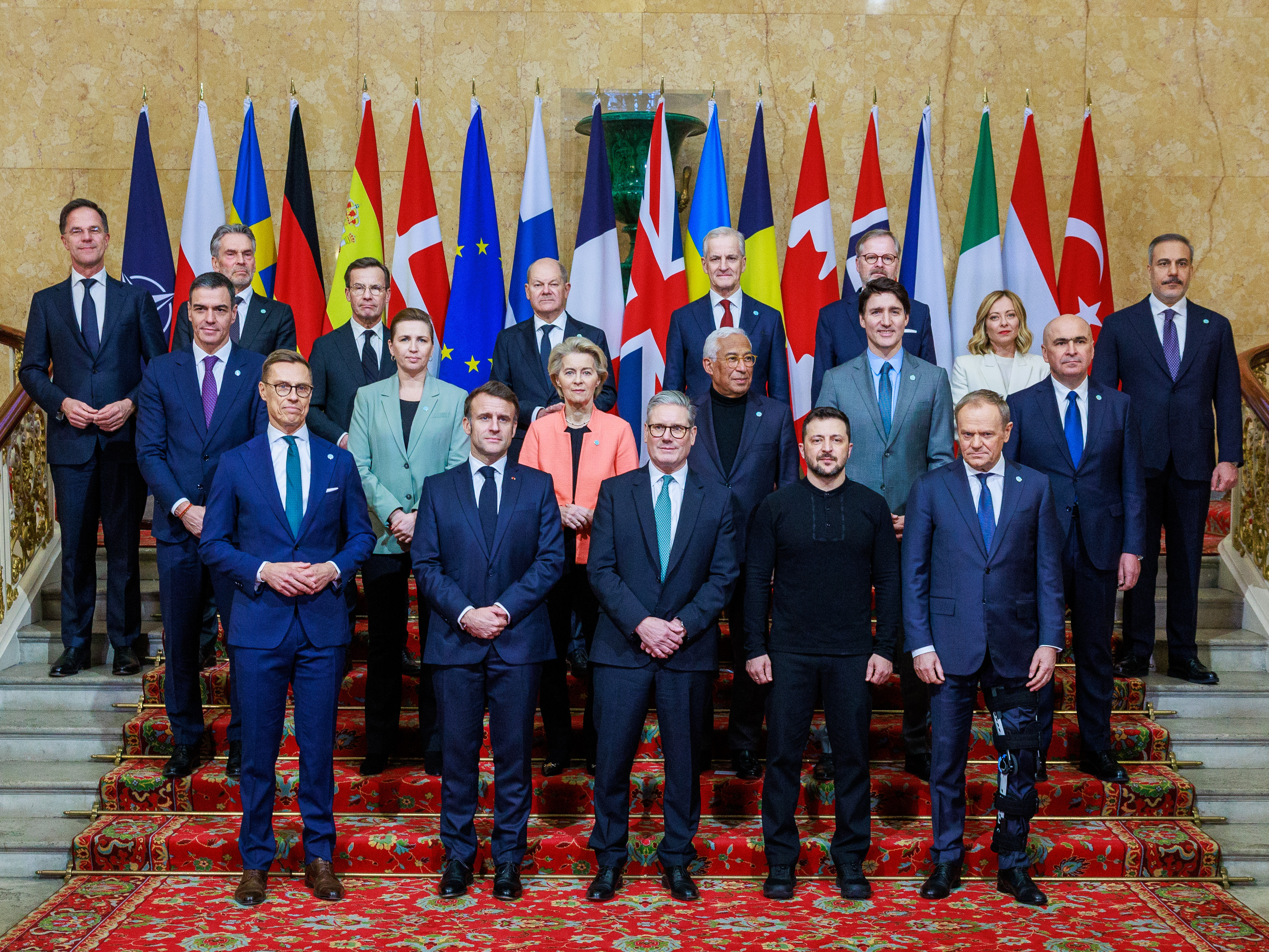
Лондонський саміт щодо України 2025. 2 березня 2025 рік

Стармер заявив, що низка європейських країн, включаючи Велику Британію і Францію, формують «коаліцію охочих», яка включатиме літаки й солдатів для ведення переговорів про припинення вогню в Україні, додавши, що для успіху будь-якої коаліції Європа повинна «мати сильну підтримку з боку США».
Ноаий директор ФБР Кеш Пател закликав Конгрес США розслідувати, як були використані гроші на допомогу Україні. Потім Патель поставив під сумнів довіру до Зеленського і послався на ракетний інцидент у Польщі, заявивши, що саме Україна випустила ракету.

### 3 березня
За добу ЗС РФ втратили 1350 військових, з початку вторгнення втрати РФ перевищили 878 тисяч солдатів. Вночі ЗС РФ атакувала Україну 83 ударними БпЛА. Підтверджено збиття 46 БпЛА у Харківській, Полтавській, Сумській, Київській, Чернігівській, Черкаській та Дніпропетровській областях. 31 ворожий безпілотник-імітатор — локаційно втрачений, постраждали Харківщина, Сумщина, Київщина, Черкащина, Дніпропетровщина та Запоріжжя. У Харкові безпілотник влучив у багатоквартирний будинок, також унаслідок атаки БпЛА у Кривому розі постраждала жінка. В села Андріївка-Клевцове в Волноваському районі Донецькій області росіяни знищили будівлю підприємства, під завалами опинилася людина.
Ударні дрони України атакували нафтопереробний завод в Уфі за 1400 км від України. Зафіксовано два вибухи на території підприємства «Оргсинтез», внаслідок чого розпочалася масштабна пожежа.
Повітряні сили ЗСУ завдали високоточного удару по пункту управління 98-ї гвардійської повітряно-десантної дивізії ЗС РФ в населеному пункті Калініна Донецької області.
Армія РФ атакувала Одесу безпілотниками ввечері, унаслідок удару пошкоджено енергетичну інфраструктуру. Через падіння уламків і вибухових хвиль пошкодження отримали два приватних будинки та бізнес-центр.
В Україні та Курській області діяло 620 000 російських військових, що на 40 000 більше, ніж наприкінці 2024 року. ЗС РФ продовжували вдосконалювати свої ударні комплекси та використовували більше БПЛА «Шахід» і БПЛА-шагоходів для проникнення в систему протиповітряної оборони України. ЗСУ просунулися під Покровськом, а ЗС РФ — під Великою Новосілкою та в Курській області.
Протягом вихідних силовики запобігли чотирьом терактам і диверсіям, які мали відбутися в Україні на замовлення Росії.
Влада Норвегії розглядає можливість радикально збільшити військову допомогу України та витрати на оборону у світлі на тлі небажання нової адміністрації США продовжувати підтримку європейських союзників. Уряд розробляє власні заходи та для фінансування можуть бути використані кошти суверенного інвестфонду розміром 1,7 трлн євро, що поповнюється коштом нафтових та газових доходів.
Заступник начальника ГУР МО генерал-майор Вадим Скібіцький заявив, що Росія збільшує випуск деяких типів ракет. Зокрема крилатих ракет Х-101 та ракет Кинжал, росіяни збільшили випуск дронів та планували запускати по Україні одночасно до 500 БПЛА.
ЗС РФ вдарили по полігону на Дніпропетровщині, де перебували українські військові, почалася перевірка обставин події. Правоохоронці відкрили кримінальне провадження.
Міністр оборони Німеччини Борис Пісторіус скликав віртуальну конференцію міністрів оборони п'яти європейських країн НАТО, де вони підтвердили свою незмінну політичну і військову підтримку України. Пісторіус скликав так звану «Групу п'яти»: Німеччина, Франція, Велика Британія, Італія та Польща. Міністри та їхні представники домовилися про подальший розвиток політики безпеки. «Всі погоджуються, що Україна може розраховувати на подальшу і широку підтримку „Великої п'ятірки“».
Франція, Німеччина та Велика Британія вивчають можливості арешту заморожених російських активів на $210 млрд в рамках зусиль щодо переговорів про припинення вогню в Україні. Пропозиція передбачала арешт активів у разі порушення Росією майбутньої угоди про припинення вогню, що забезпечить гарантії безпеки для України.

### 4 березня
За добу ЗС РФ втратили 1340 солдатів, 45 артилерійських систем, 86 БпЛА та 101 одиницю автомобільної техніки, зафіксовано понад 100 бойових зіткнень, найбільші зіткнення зафіксовані на Покровському напрямку та у Курській області. Вночі ЗС РФ атакувала Україну 99 ударними БпЛА, ППО збила 65 із них. Атака здійснювалася із напрямків: Орел, Курськ, Міллєрово, Брянськ, Приморсько-Ахтарськ, що у РФ. Підтверджено збиття 65 ударних БпЛА типу Shahed та БПЛА інших типів у Харківській, Полтавській, Сумській, Кіровоградській, Запорізькій, Дніпропетровській, Донецькій, Миколаївській та Одеській областях. Зафіксовані влучання в Одеській області, у Сумах російський дрон влучив у поліклініку.
На думку ISW, лінія фронту в Україні не перебуває під загрозою неминучого колапсу, але наслідки припинення американської допомоги з часом стануть більш серйозними. ЗС РФ просунулися під Лиманом і Покровськом, а також у західній частині Запорізької області, тоді як ЗСУ досягли успіхів під Покровськом.
Вночі українські дрони атакували Новошахтинський нафтопереробний завод у Ростовській області РФ. Це вже п'ятий удар по цьому підприємстві за час повномасштабної війни з Росією. За даними Reuters, на середину листопада Новошахтинський НПЗ працював лише на частину своєї потужності.
ЗСУ атакували військову базу поблизу Троїцького в Курській області, знищивши укриття і вогневі позиції та вбивши до 30 російських солдатів. Об'єкт використовувався для планування атак, у тому числі для запуску БПЛА на українські позиції.
Ірландський уряд ухвалив рішення про виділення додаткової допомоги Україні в розмірі €100 млн. Ці кошти спрямують на закупівлю «нелетального військового обладнання та підтримки».
ЗС РФ завдали щонайменше 13 ракетних обстрілів по Донецькій області. У Покровську загинула людина. Один будинок зруйновано, три пошкоджено. У Краматорському районі під удар потрапили Лиман, Слов'янськ, Костянтинівка та інші населені пункти. Зокрема у Костянтинівці зруйнований приватний будинок, пошкоджено 25 житлових будинків, адмінбудівлю, гараж, лінії електропередач та газопровід. У Бахмутському районі обстріли зачепили Сіверськ — там пошкоджено вісім будинків. В Іллінівській громаді поранено людину. Російський авіаудар по Костянтинівці зруйнував приватний будинок та пошкодив 25 інших будівель. Внаслідок авіаудару по селу Омельник на Запоріжжі загинув 49-річний чоловік., поранено жінку.
Трамп наказав зупинити всю військову допомогу Україні, ставлячи під сумнів, що Зеленський прагне до миру. 90 % американської зброї, наданої Україні за правління Джо Байдена, вже було доставлено до України. Вказано, що Україна отримала «переважну більшість критично важливих боєприпасів» та оборонних систем, таких, як Javelin. А поточне призупинення військової допомоги Києву стосується головним чином бронетехніки, бо на її доставку і ремонт потрібно більше часу. Постачання планувалось переважно до серпня поточного року.
Зеленський висловив жаль, що його зустріч з Трампом у Вашингтоні пройшла не так, як передбачалося, і назвав перші можливі етапи перемир'я: звільнення полонених, негайне перемир'я в небі — заборона ракет, далекобійних дронів та атак на цивільну інфраструктуру, а також припинення бойових дій на морі, якщо Росія зробить те ж саме.

### 5 березня
За добу ЗС РФ втратили 1250 солдатів, танк і 108 БПЛА. На фронті відбулося 96 зіткнень, найбільш активно росіяни діяли на Торецькому напрямку та в Курській області. Вночі ворог атакував трьома балістичними ракетами Іскандер-М/KN-23 С-300 із Курської області та 181-м ударним БпЛА. Підтверджено збиття 115 ударних БпЛА 55 БПЛА-імітаторів — локаційно втрачені. Внаслідок ворожої атаки постраждали Київщина, Одещина, Дніпропетровщина та Харківщина. ЗС РФ вночі здійснили ракетний удар по Павлограду Дніпропетровської області, пошкоджені два промислові підприємства.
ЗСУ вразили пункти управління росіян у Курській та Херсонській областях.
За даними ISW, адміністрація Трампа призупинила обмін розвідданими з Україною, що було однією з багатьох вимог Росії до США та України. Призупинення обміну розвідданими зашкодить здатності України захистити себе від постійних російських атак на військові та цивільні об'єкти. Призупинення будь-якого обміну розвідданими також дозволить росіянам посилити безпілотні та ракетні атаки на тили України, що вплине на мільйони українських цивільних осіб та розвиток оборонно-промислової бази України. ЗСУ просунулися під Торецьком і Покровськом.
ЗС РФ атакували Херсонщину, застосовуючи артилерію, реактивні системи залпового вогню та дрони. Загинули двоє осіб, ще двоє жінок зазнали поранень.
З початку 2025 року ЗС РФ втратили на війні в Україні 90 тисяч солдатів вбитими та пораненими. Про це йдеться у звіті розвідки Великої Британії.

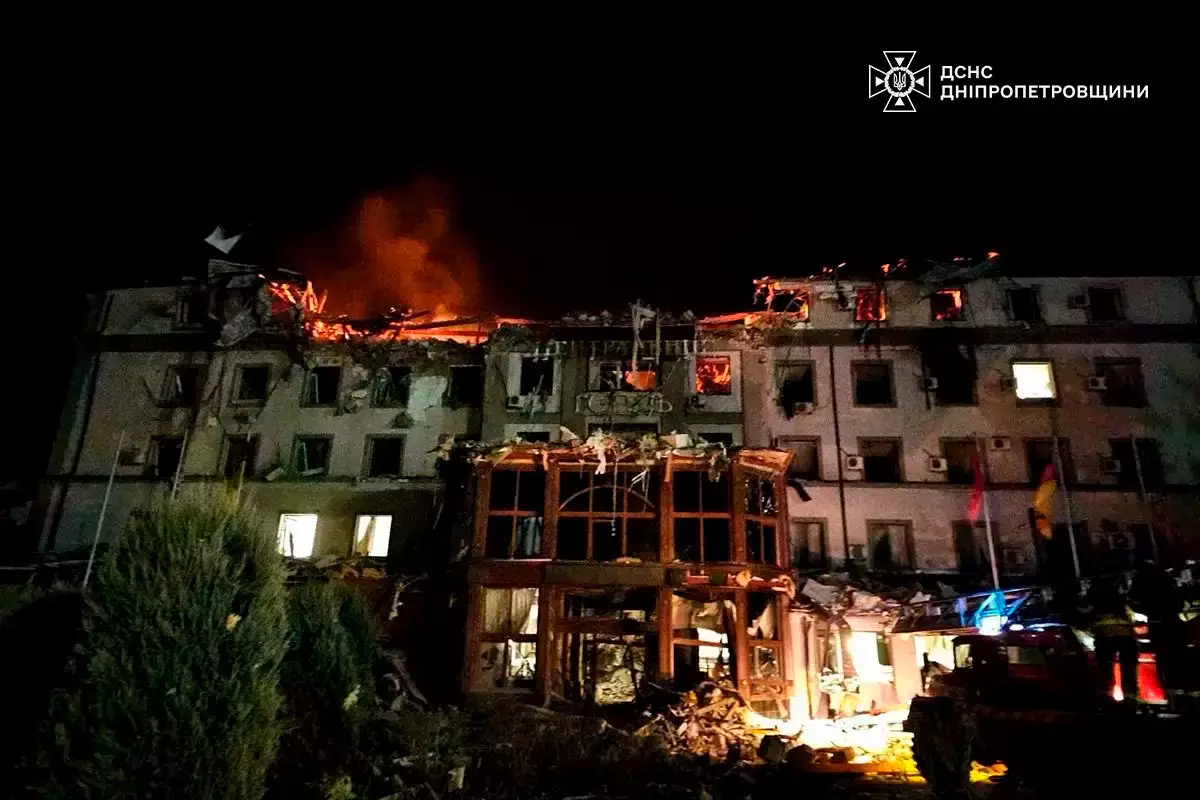
Готель у Кривому Розі після обстрілу

Увечері ЗС РФ вдарили балістикою по готелю «Центральний» у Кривому Розі, де жили волонтери з України, США та Британії. 32 особи отримали поранення, в тому числі дитина. Серед них 19 перебувають у лікарні, і з 18 осіб п'ятеро у вкрай тяжкому стані, одна людина померла. Крім готелю, було пошкоджено 14 житлових будинків, поштове відділення, близько 24 автомобілів, будинок культури та 12 магазинів. ЗС РФ атакували Херсонську область реактивною артилерією та БПЛА, двоє людей загинули та двоє отримали поранення. Було пошкоджено приватні та адміністративні будівлі, господарські споруди та транспортні засоби.
Прем'єр-міністр Нідерландів Дік Схуф оголосив, що Нідерланди нададуть Україні 3,5 млрд євро загальної підтримки у 2026 році, додавши, що 700 млн доларів буде інвестовано у виробництво БПЛА. «Безпілотна коаліція» (на чолі з Великою Британією та Латвією) зібрала понад 2 мільярди євро допомоги від партнерів за перший рік своєї роботи. «Основна мета коаліції — забезпечити українську армію безпілотниками й зміцнити оборонну промисловість України та країн-партнерів, щоб створити технологічну перевагу над (…) [Росією] в довгостроковій перспективі».
Кількість штурмових дій росіян на Покровському напрямку продовжує падати. Для штурмів на Успенівку противник завів свіжий підрозділ у Нововасилівку, проте був розбитий.
Директор ЦРУ Джон Реткліфф підтвердив, що США припинили постачання зброї та обмін розвідданими з Україною. Сполучені Штати заборонили Великій Британії ділитися з Україною розвідувальними даними, отриманими від американської розвідки. Це стосується інформації, яка має маркування «Rel UKR», що є скороченням від «Releasable to Ukraine» («Дозволено для передачі Україні»). Президент Франції Макрон заявив, що до 2030 року РФ збиралася мобілізувати мільйони нових солдатів та виробити тисячі танків.
Українська делегація виступила на засіданні Організації із заборони хімічної зброї ОЗХЗ, представивши докази порушення Росією Конвенції про заборону хімічної зброї.

### 6 березня
За добу ЗС РФ втратили 1140 солдатів, 5 танків і 80 БПЛА. Вночі росіяни атакували двома балістичними ракетами Іскандер-М/KN-23 та 112 ударними БпЛА типу Shahed. Підтверджено збиття 68 БпЛА, ще 43 локаційно втрачені. Внаслідок ворожої атаки постраждали Харківщина, Сумщина, Одещина та Дніпропетровщина. На фронті відбулося 138 зіткнень, найактивніше росіяни діяли на Торецькому напрямку, де 32 рази атакували позиції ЗСУ.
У Сумах в результаті атаки БПЛА вночі загинула одна людина.
На Харківщині ЗСУ завдали ударів дронами по позиціях ЗС РФ, знищили склад з боєкомплектом й техніку ворога.
За даними ISW, Путін та інші російські офіційні особи відкинули будь-які поступки в можливих мирних переговорах або прийняття будь-яких мирних пропозицій США, Європи чи України, а МЗС РФ відкинуло припинення вогню шляхом переговорів. ЗСУ просунулися в напрямку Покровська, в той час як ЗС РФ просунулися в напрямку Куп'янська, Борової, Сіверська, Покровська та Курахового.
Уряд Німеччини вів переговори про надання Україні пакету військової допомоги на суму 3 млрд євро. «Якщо нам вдасться профінансувати 3-мільярдний пакет, ми також плануємо подальші системи протиповітряної оборони, включаючи відповідні ракети для цих систем». Прем'єр-міністр Йонас Гар Стьоре заявив, що Норвегія збільшила військову допомогу Україні з $3,2 млрд у 2024 році до $7,7 млрд у 2025 році.
Міністр оборони Франції Себастьян Лекорню повідомив, що Франція надає розвідувальні дані Україні після того, як США припинили обмін розвідданими. Французький супутниковий оператор Eutelsat вів переговори з ЄС щодо можливої зупинки надання послуг Starlink в Україні. Компанія вела переговори про постачання як військових, так і цивільних терміналів, і що їй знадобиться кілька місяців, щоб доставити 40 000 одиниць.
Міністр фінансів США Скотт Бессент заявив, що США готові «повністю» долучитися до санкцій проти Росії, щоб змусити її до переговорів. Виступаючи в Економічному клубі Нью-Йорка, Бессент розкритикував колишнього президента США Джо Байдена за введення «надзвичайно слабких санкцій» проти Росії й заявив, що нинішня адміністрація готова запровадити жорсткіші обмеження, щоб отримати перевагу на майбутніх переговорах. «Основним фактором, який дозволив російській військовій машині продовжувати фінансуватись, були кричуще слабкі санкції адміністрації Байдена щодо російських енергоносіїв, спричинені занепокоєнням щодо зростаючого тиску на ціни на енергоносії в США. Ця адміністрація підтримує посилення санкцій і без вагань піде до кінця, якщо це забезпечить важелі впливу на мирні переговори».
Прем'єр-міністр Італії Джорджія Мелоні припустила, що НАТО може поширити на Україну захист за статтею 5 без надання їй членства в альянсі. Вона заявила, що «ми повинні думати про більш постійні рішення», ніж просто відправка європейських миротворців в Україну. «Це відрізняється від вступу до НАТО, але це означало б поширення впливу, який мають країни НАТО, і на Україну».
Бійці ГУР МО України вивели з ладу тепловоз, який перевозив військову техніку у російському Воронежі.

### 7 березня
Протягом доби, ЗС РФ втратили 1150 солдатів та десятки бойових броньованих машин. Вночі ЗС РФ вдарили по критичній інфраструктурі України, зокрема, по об'єктах газовидобувної промисловості. Виявлено 67 ракет та 194 БпЛА, загалом 261 одиниця: 35 крилатих ракет Х-101/Х-55СМ; 8 крилатих ракет Калібр; 3 балістичних ракет Іскандер-М/KN-23; 4 зенітних керованих ракет С-300; 8 керованих авіаційних ракет Х-59/69; 194 БпЛА. У відбитті повітряного нападу вперше брали участь французькі винищувачі Mirage-2000, які місяць тому прибули в Україну. Збито 134 цілі: 25 крилатих ракет Х-101/Х-55 см; 8 крилатих ракет Калібр; 1 керованої авіаційної ракети Х-59/69; 100 ударних БпЛА типу Shahed (дронів інших типів). До 10 ворожих ракет (не входять у статистику збитих) — не досягли своїх цілей. 86 ворожих БПЛА-імітаторів локаційно втрачені.
На фронті відбулося 109 зіткнень, найактивніше росіяни діяли на Покровському напрямку, де 24 рази атакували позиції ЗСУ.
На Тернопільщині було влучання двома ракетами в газотранспортну мережу, всього були направлено сім ракет, п'ять з них сили ППО збили. Також були збиті два «Shahed». У Харкові вранці внаслідок ракетної атаки постраждали восьмеро людей. Вночі на Донецькій області вночі було чутно шість у Слов'янську, по двоє у Краматорську і Багатирі, по одному в Мирнограді та Костянтинівці, поранено одну людину.
Вранці росіяни обстріляли Іванопільський старостинський округ Костянтинівської громади на Донеччині, внаслідок цього загинула людина.
На Миколаївщині росіяни ударили вдень з артилерії по Куцурубській громаді, поранено двоє людей.

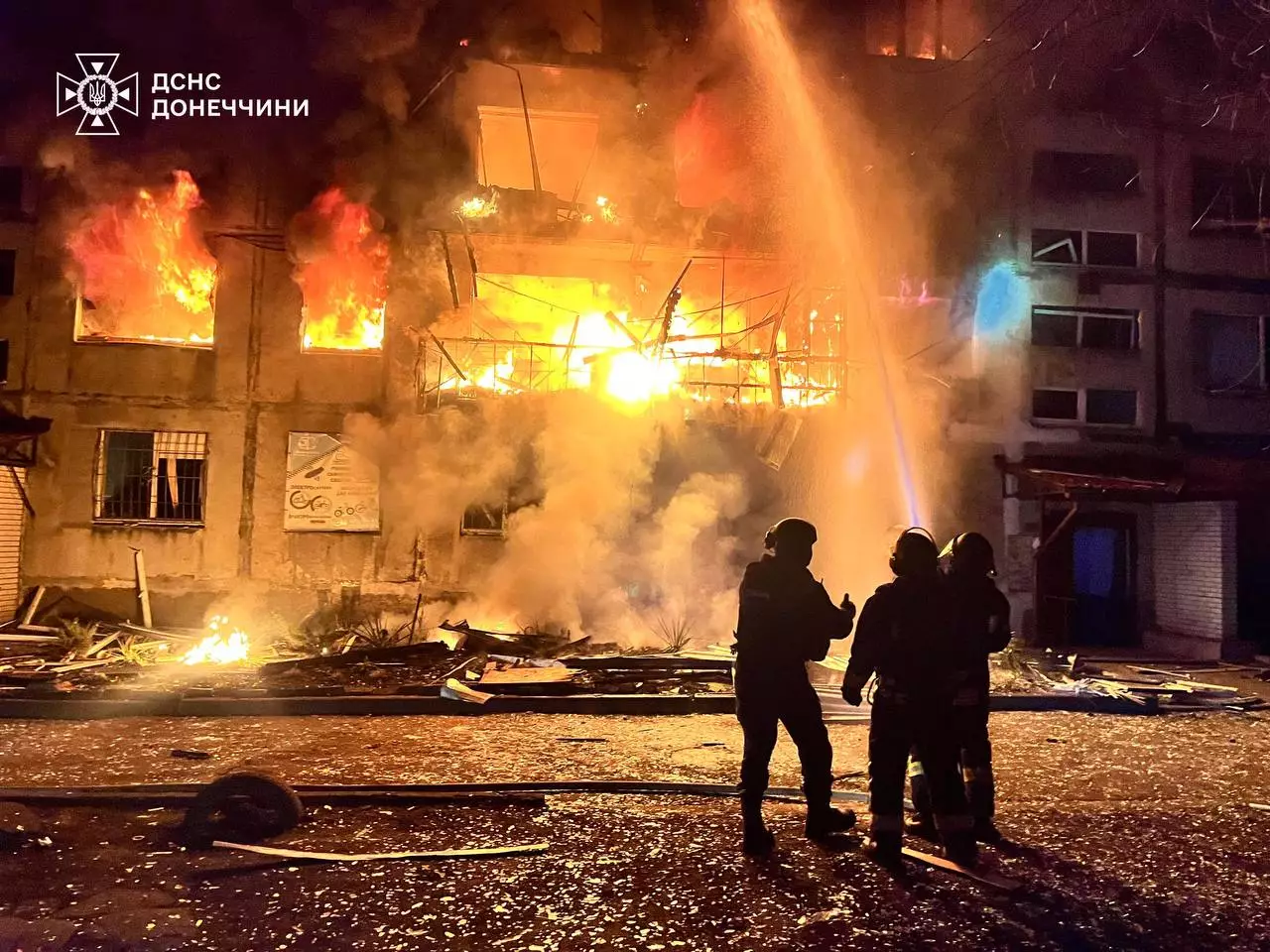
Будинок у Добропіллі після обстрілу

ЗС РФ атакували Добропілля на Донеччині, загинули щонайменше 11 людей, 30 поранено, пошкоджені 8 п'ятиповерхових будинків, адмінбудівля та 30 автомобілів. Виникли пожежі в житлових будинках і адміністративній будівлі.
Російські окупанти ввечері масовано атакували Одесу дронами. У місті було зафіксовано багато пожеж пошкоджень. Горіли ангар із сільгосптехнікою, будівля СТО, автомагазин, сонячні панелі, складені на відкритій території, та чотириповерхова промислова будівля.
Російська армія прорвалася через український рубіж оборони південніше Суджі в Курській області. Сили оборони України намагаються стабілізувати ситуацію. Російські військові просунулися в Курській області РФ за рахунок застосування значного числа збройних сил Північної Кореї.
В Україні вирішили створити Єдиний центр ідентифікації тіл загиблих внаслідок агресії РФ на базі патологоанатомічного корпусу.
Американська аерокосмічна компанія Maxar Technologies відключила Україні доступ до своїх супутникових знімків. Офіційне обґрунтування, що отримали користувачі від адміністрації Maxar «за адміністративним запитом». Фактично ж відключення стало наслідком заборони уряду США на надання Україні розвідувальних даних.

### 8 березня
За добу ЗС РФ втратили 1000 солдатів, 24 артсистеми, 113 одиниць автотехніки та 148 БпЛА. Противник атакував вночі двома балістичними ракетами Іскандер-М/KN-23 та однією крилатою ракетою Іскандер-К, а також 145 БпЛА. Підтверджено збиття крилатої ракети Іскандер-К та 79 ударних БпЛА, ще 54 дрони локаційно втрачені. Внаслідок ворожої атаки постраждали Донеччина, Полтавщина, Харківщина, Сумщина та Одещина.
Вночі дрони атакували нафтопереробний завод «Киришинефтеоргсинтез» у Ленінградській області. Місцева влада заявила, що БпЛА знищили над територією підприємства, але пошкоджено зовнішню конструкцію одного з резервуарів.
Росіяни близько другої години ночі вдарили безпілотником по цивільному підприємству в Богодухові Харківської області, внаслідок чого загинула людина, ще семеро отримали поранення.
У Добропіллі кількість постраждалих від нічної атаки 7 березня зросла до 47 осіб. У Покровську росіяни вбили чоловіка, поранили двох людей, пошкоджено будинок. У Костянтинівці троє людини поранено, пошкоджено вісім приватних будинків, п'ять багатоповерхівок, крамницю, дві лінії електропередач і два газогони. ЗС РФ обстріляли Дружківку Донецької області, є поранені, пошкоджені кілька житлових багатоповерхівок.
Українські десантники в Суджанському районі Курської області РФ влаштували засідку близько сотні російських штурмовиків, які намагалися атакувати через місцевий газогін «Прогрес». Вони намагалися пройшти газопроводом до позицій ЗСУ в районі Суджі. Супротивник діяв за сценарієм з-під Авдіївки, використовуючи інженерні споруди для проникнення на територію, контрольовану ЗСУ. Засідка дозволила дочекатися виходу штурмовиків із тунелю, вихід з труби було заблоковано, що унеможливило евакуацію групи, окупантів було хнищено, втрати росіян оцінюються у 80 %.
За даними редактора «Цензор.нет» Юрія Бутусова та проєкту DeepState, російські та північнокорейські війська почали широкомасштабний наступ у Курській області та на підконтрольне Україні місто Суджа. Найбільші штурмові дії відбулися на напрямку від села Коренево в бік Суджі і в районах Новоіванівка, Мала Лохня і на південь від міста Суджа. Ситуація залишалася складною, але контрольованою.
За даними ISW, ЗС РФ посилили свою багатовекторну кампанію з ліквідації залишків української території в Курській області. ЗС РФ, як видається, руйнують мости в Курській області та вздовж кордону з Україною, імовірно, намагаючись перешкодити українським військам вийти з Курської області. ЗСУ просунулися в районі Торецька і Покровська, а ЗС РФ — в Курській області, а також в районі Торецька і Покровська.
Франція надасть Україні на 195 млн євро військової допомоги, використавши відсотки з заморожених російських активів. Міністр оборони Себастьєн Лекорню сказав, що додаткова допомога "дозволить доставити 155-мм ракети, а також ковзаючі бомби AASM, " якими озброєні українські «Mirage 2000», додавши, що Франція також прискорює передачу Україні старого обладнання, в тому числі танків і бронемашин.
Голова БНД Бруно Каль заявив, що Росія, ймовірно, хоче перевірити єдність Заходу, особливо щодо статті 5 НАТО про взаємодопомогу. Коли Росія може випробувати статтю про взаємодопомогу, залежить також від перебігу війни в Україні. Якщо цей процес завершиться раніше 2029 або 2030 року, Росія зможе використати свої технічні, матеріальні та людські ресурси для створення загрози для Європи раніше.

### 9 березня
Вночі росіяни атакували територію України 119 ударними БпЛА типу Shahed та безпілотниками-імітаторами різних типів. Силами ППО 73 дрони успішно були збиті. Зокрема, окупанти направили на Київ понад 30 БПЛА, ще 37 російські безпілотники-імітатори були локаційно втрачені (без негативних наслідків).
Російські дрони атакували Черкаську область, пошкоджено підприємство.
Вночі в Рязанській області РФ українськими дронами уражено нафтопереробний завод. На Харківщині прикордонники знищили техніку, зокрема, ТОС «Солнцепек», й місце базування росіян.
У Херсоні внаслідок обстрілів російськими військами постраждали п'ятеро цивільних осіб. В однієї з постраждалих мінно-вибухова травма та травматична ампутація ніг. Окупанти намагались взяти під контроль трасу «Покровськ-Костянтинівка».
Трамп заявив помічникам, що підписаної угоди щодо корисних копалин між Вашингтоном і Києвом буде недостатньо для відновлення допомоги та обміну розвідданими з Україною. Трамп хоче підписання угоди, яка дасть США частку в мінеральних ресурсах України. Але він також хоче побачити зміну ставлення Зеленського до мирних переговорів, включаючи готовність піти на поступки, такі як територіальні поступки Росії. За словами офіційних осіб, Трамп також хоче, щоб Зеленський зробив певний рух у напрямку виборів в Україні та, можливо, до відставки з поста лідера країни.

### 10 березня
За добу ЗС РФ втратили 1190 солдатів, 40 бойових броньованих машин і 241 БПЛА. Вночі Україну було атаковано 176 БпЛА у Харківській, Полтавській, Сумській, Чернігівській, Черкаській, Київській, Кіровоградській, Житомирській, Вінницькій, Дніпропетровській, Запорізькій, Донецькій, Одеській, Миколаївській та Херсонській областях. Сили ППО збили 130 БпЛА, ще 42 безпілотника-імітатора локаційно втрачені. Внаслідок загоряння резервуарів з пальним та складу дитячих іграшок в Одесі у повітря потрапила значна кількість забруднюючих речовин та продуктів горіння. ЗС РФ активізувалася на Покровському напрямку, там було відбито механізований штурм росіян. На фронті відбулося 126 бойових зіткнень, найактивніше ЗС РФ атакували на Лиманському та Покровському напрямках.
Вночі зафіксовано влучання по виробничих потужностях Новокуйбишевського нафтопереробного заводу у Самарській області. Підприємство спеціалізується на виробництві палива для реактивних двигунів, масел для ракетоносіїв та легкових автомобілів. Його потужність становить 8,8 млн тонн нафти на рік.
Бойова авіація Повітряних сил завдала удару по скупченню піхоти противника у населеному пункті Тьоткіно, що на Курщині. Удар високоточними бомбами AASM (Hammer) завдав багатоцільовий винищувач МіГ-29.
Агенція оборонних закупівель за контрактами 2024 року сплатила постачальникам близько 250 млрд грн, а отримала продукції приблизно на 150 млрд грн. Бійці ССО ЗСУ полонили дев'ятьох російських військових під Покровськом, підірвавши промислову будівлю, де вони переховувалися. Спецпризначенці надали пораненим полоненим медичну допомогу.
Португалія передала Україні вісім гелікоптерів Aérospatiale SA 330 Puma в рамках пакета військової допомоги, затвердженого наприкінці 2024 року.
Нейт Венс — двоюрідний брат віцепрезидента США Джей Ді Венса, поділився своїм досвідом із Ле фігаро. Спершу він приєднався до ЗСУ, щоб захищати Київ у батальйоні «Вовки Да Вінчі» 59-ї штурмової бригади України, з яким він провів майже три роки на полі бою, зокрема 2,5 роки на передовій (Куп'янськ, Бахмут, Авдіївка та Покровськ). У січні 2025 року він повернувся до США через свій родинний зв'язок із віцепрезидентом США. Нейт різко критикує зустріч між Зеленським і Трампом, яку він називає дипломатичним провалом, і висловлює розчарування своїм двоюрідним братом Венсом через його скептицизм щодо України, заснований на репортажах, а не на реальних фактах. Він шкодує, що Джей Ді Венс ніколи не намагався зрозуміти реальність конфлікту, попри його власні свідчення. Він робить висновок, що США, намагаючись задобрити Путіна, відіграють роль «корисного ідіота» щодо Росії.

## 11—20 березня

### 11 березня
Протягом доби ЗСУ ліквідували 1300 окупантів, знищили десятки бойових броньованих машин. Вночі ЗС РФ атакували Україну балістичною ракетою Іскандер-М та 126 БпЛА. Сили ППО збили ракету та 79 дронів, ще 35 БПЛА-імітаторів — локаційно втрачені, без негативних наслідків. Внаслідок російської атаки постраждали Донеччина, Одещина, Харківщина, Сумщина та Київщина. В Бориспільському районі у Київській області уламками збитих БпЛА пошкоджено сім приватних будинків та два автомобілі. ЗС РФ намагались штурмувати позиції ЗСУ на Сіверському напрямку, ліквідовано 150 окупантів. Аналітики ISW дійшли висновку, що ЗС РФ готувалися до штурму Суджі у Курській області.

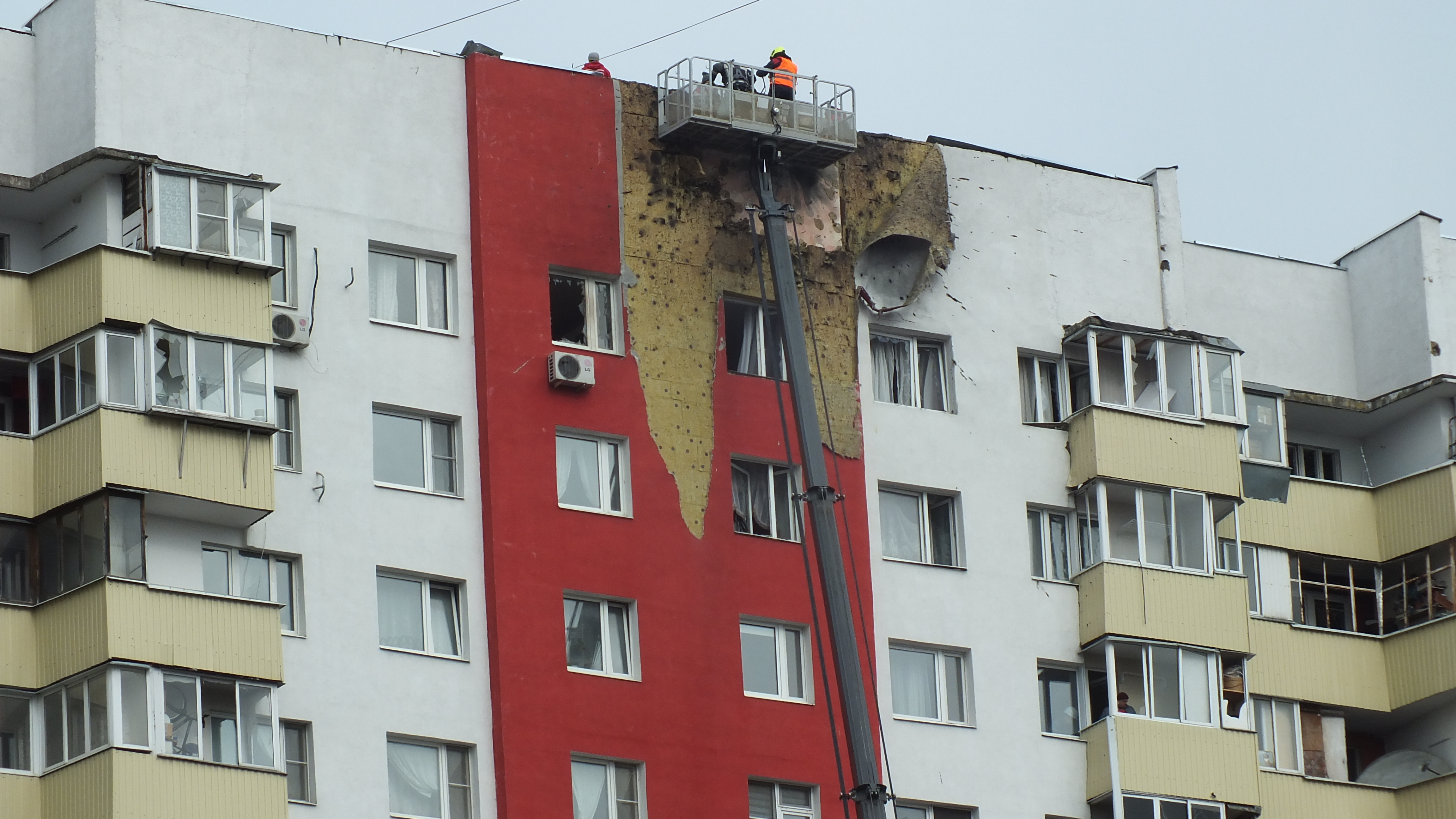
Москва, Домодєдовська вулиця, будинок 27, після влучання 11 березня 2025 року

Вранці Міноборони РФ заявило про атаку 337 дронів і збиття понад 90 із них над Московською областю. Три людини загинули й 20 постраждали. Влада Москви назвала дронову атаку наймасованішою. ЗСУ завдали ударів по стратегічних об'єктах нафтової та нафтопереробної галузі Росії, зокрема, атаковано Московський нафтопереробний завод за 450 км від українського кордону.
Російська армія протягом доби атакувала з різних видів зброї 10 сіл на прикордонні Чернігівщини. Всього прикордонники нарахували 36 вибухів.
У Сіверську російські загарбники скинули авіабомбу на багатоповерхівку. Одна людина загинула та ще четверо дістали поранення.
Увечері ЗС РФ завдали ракетного удару по Одеському морському порту. Загинули чотири члени екіпажу судна MJ Pinar під прапором Барбадосу, ще один моряк отримав поранення. Пошкоджені судна та інфраструктура, загинули іноземці.
У Дніпрі внаслідок російської атаки із застосуванням БпЛА пошкоджено 10 приватних будинків.
В місті Джидда в Саудівській Аравії відбулися переговори делегацій України та США. В результаті переговорів було вирішено, що США скасовують паузу в обміні розвідданими та відновлюють безпекову допомогу Україні. Україна висловила готовність прийняти пропозицію США про негайне запровадження тимчасового, 30-денного режиму припинення вогню, який може бути продовжений за взаємною згодою сторін, за умови прийняття та одночасного виконання Російською Федерацією. США доведуть до відома Росії, що взаємність з боку Росії є ключем до досягнення миру. Українська делегація також наголосила, що європейські партнери мають бути залучені до мирного процесу. Делегації обговорили важливість гуманітарних зусиль під час вищезгаданого режиму припинення вогню, включно з обміном військовополоненими, звільненням утримуваних цивільних осіб та поверненням примусово переміщених українських дітей.
Експорт російської нафти в Азію почав поступово зростати після адаптації до запроваджених санкцій адміністрацією президента США Джо Байдена 10 січня. Китай та Індія готові збільшити імпорт, оскільки трейдери та нафтопереробники знайшли способи обійти санкції.

### 12 березня
За добу ЗС РФ втратили 1430 солдатів, 44 артсистеми, 111 дронів та 69 одиниць автотехніки. Вночі війська Росії завдали удару по Україні трьома балістичними ракетами Іскандер-М та 133 безпілотниками. Сили ППО знищили 98 ударних дронів Постраждали Одещина, Дніпропетровщина, Харківщина, Сумщина та Київщина.
За даними DeepState, ЗСУ втратили контроль над Суджею, а ЗС РФ також захопили село Дніпроенергія в Донецькій області. Начальник ГШ ЗС РФ Валерій Герасимов заявив, що ЗС РФ захопили понад 86 % території Курської області, захопленої Україною, включно з 24 населеними пунктами і 259 км² території.
Росіяни намагалися увійти в Сумську область, щоб оточити ЗСУ, дислоковані в Курській області. За даними ISW, ЗСУ просунулися біля Торецька і Покровська, тоді, як ЗС РФ просунулися у Курській області та біля Борової, Торецька і Великої Новосільської.
Губернатори Олександр Гусєв і Юрій Слюсар заявили, що об'єкти інфраструктури у Воронезькій і Ростовській областях були охоплені вогнем після численних атак безпілотників. Російська протиповітряна оборона збила п'ять безпілотників у Ростовській області, один з яких впав на промисловий об'єкт. У Саратові, Калузі та Волгограді оголосили тривогу, очікуючи атаки дронів.
Зранку росіяни вдарили по Кривому Рогу балістикою. Одна людина вбита, ще 15 осіб постраждали дев'ять — госпіталізовані. П'ять поранених у важкому стані.
Падіння уламків збитих російських БПЛА в Київській області пожежі — горіли приватний житловий будинок та меблевий магазин. ЗС РФ завдали ракетних ударів по містам Покровськ та Мирноград. Троє людей загинули, ще двох травмовано.
Зранку у Кривому Розі пролунала серія вибухів, ЗС РФ вдарили балістикою, були пошкодження, жертва та постраждалі.
ЗС РФ намагалися проникнути у Сумську область для оточення ЗСУ, що перебувають у Курській області Росії Генеральний штаб ЗСУ підтвердив просування російських військ у Курській області, та те, що росіяни майже захопили місто Суджа. Росіяни вдарили авіабомбами по Дружківці та багатоповерхівках Костянтинівки, двоє людей загинули, 5 поранено.
Данія виділила 98 млн євро на енергетичну безпеку України в межах спільного партнерства. Кошти спрямують на закупівлю сонячного обладнання та газопоршневих установок для зміцнення енергосистеми. Посол Данії в Україні Оле Егберг Міккельсен наголосив, що енергоефективність залишається ключовим напрямом співпраці між країнами.
Американська аерокосмічна компанія Maxar відновлює акаунти українських користувачів GEGD. Вона надає доступ до комерційних супутникових зображень, які були призначені та зібрані урядом США. У США підтвердили повне відновлення поставок зброї Україні.
Державний секретар США Марко Рубіо підтвердив, що українсько-американські переговори в Саудівській Аравії включали обговорення потенційних «територіальних поступок» як частини переговорного врегулювання з Росією, додавши, що йшлося про те, «як буде виглядати переговорний процес», але «військового вирішення цього конфлікту не існує». Посадовець визнав, що Україна потребує гарантій безпеки для стримування можливої майбутньої російської агресії, і підкреслив, що «європейцям доведеться втрутитися».
Речник Кремля Дмитро Пєсков заявив, що пропозиція про припинення вогню буде розглянута після американо-українських переговорів.. Заступник голови Російської ради Костянтин Косачов заявив, що Росія не погодиться на умови США, оскільки її позиція посилюється.
Генерал-майор, командувач оперативного командування «Північ» Дмитро Красильников повідомив, що його звільнили з посади з «незрозумілих причин» і призначили в резервний батальйон, додавши, що його наступником призначили бригадного генерала Олексія Шандара, який раніше служив заступником командувача ВДВ.
Віце-прем'єр-міністр України і міністр національної єдності Олексій Чернишов заявив, що після закінчення війни з Росією всі обмеження на пересування будуть зняті, в результаті 200—500 тис. осіб можуть виїхати з України з 2025 по 2027 рік. 32 млн людей проживають на підконтрольних Україні територіях, 5 млн українських біженців залишаються за межами країни, а мільйони живуть на окупованих Росією територіях. За оцінками міністра, 30 % українців, які проживають за кордоном, ймовірно, повернуться в країну протягом року після потенційного закінчення війни, а ще 30 % можуть не повернутися взагалі.

### 13 березня
За добу ЗС РФ втратили 1200 солдатів, 2 бойові броньовані машини і 81 автомо. Вночі ЗС РФ атакували Україну балістичною ракетою Іскандер-М та 117 БпЛА. Підтверджено збиття 74 ударних БпЛА, ще 38 локаційно втрачені. Зафіксовані влучання або пошкодження від падіння уламків дронів на Сумщині, Дніпропетровщині, Харківщині, Київщині, Чернігівщині, Одещині та Запоріжжі.
У Дніпрі внаслідок російської повітряної атаки вранці отримали поранення троє людей. Вночі ЗС РФ вдарили по Херсону.
Росіяни за день обстріляли десять громад Сумської області. Три людини були поранені, в одній з громад було зруйновано міст. Протягом дня росіяни здійснили 93 обстріли Сумської області, під час яких пролунало 127 вибухів. Росіяни атакували дронами, артилерією, КАБами та мінометами. Від удару БПЛА по Хотінській громаді було поранено трьох цивільних осіб, а у Миропільській громаді зруйновано міст.
Шонайменше семеро людей отримали поранення, в тому числі троє дорослих і четверо дітей, в результаті атаки російського безпілотника на Основ'янський район, Харкова, було чути численні вибухи.
Путін відкинув пропозицію про припинення вогню, про яку США та Україна домовилися в Саудівській Аравії, і запропонував альтернативну пропозицію, яка підриває заявлену президентом Дональдом Трампом мету забезпечення тривалого миру в Україні. Вигадана Путіним угода про припинення вогню надала б Росії надзвичайно непропорційні переваги і створила б умови, за яких Росія могла б відновити бойові дії. ЗС РФ продовжували витісняти українців з Суджі та її околиць, також ЗС РФ наблизилися до кордону в Курській області, але їхнє просування сповільнилося порівняно з останніми днями. ЗСУ просунулися під Покровськом, а ЗС РФ просунулися в Сумській області та під Лиманом, Сіверськом і Торецьком.
У Франції Національні збори схвалили резолюцію із закликом посилити допомогу Україні та конфіскувати заморожені російські активи для фінансової підтримки Києва. Депутати сподіваються, що резолюція дасть їм змогу вплинути на лінію уряду, який зараз виступає проти арешту росактивів.
Фінляндія виділяє 28 пакет військової допомоги Україні, вартість якого складає близько 200 млн євро. Про це сказав Міністр оборони Фінляндії Антті Хяккянен.
Швеція виділить Україні понад 1,4 млрд шведських крон (близько $138 млн) допомоги на відновлення, розвиток і задоволення нагальних гуманітарних потреб. Про це сказав міністр міжнародного розвитку Швеції Бенджамін Доуза. Швеція оголосила про постачання Україні ще 18 мобільних артилерійських систем Archer у рамках розширеної військової допомоги для боротьби з російською агресією. Згідно із заявою шведського міністра оборони Пола Йонсона, новий пакет також охоплює передачу п'яти контрбатарейних радіолокаційних систем Arthur.

### 14 березня

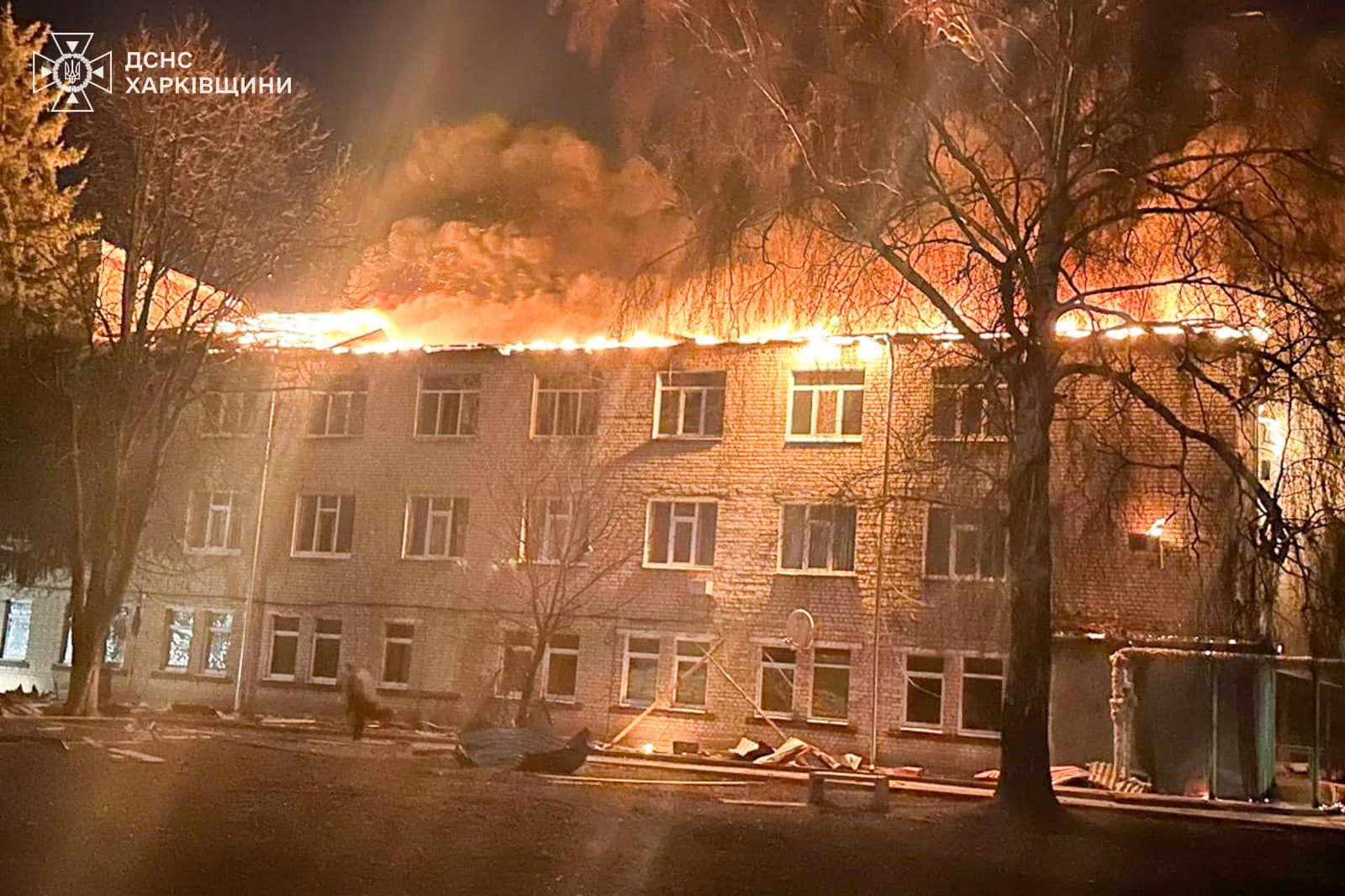
Золочівська центральна лікарня після удару 14 березня

За добу ЗС РФ втратили 1410 солдатів, 6 танків і 46 артилерійських систем. ЗС РФ вночі вдарили БПЛА по Золочеву Харківської області, влучили у лікарню, виникла пожежа, одна людина постраждала. Відбулося 146 бойових зіткнень, у Курській області ЗСУ відбили 22 атак росіян.
ЗС РФ вдарили КАБом по центру Херсона, пошкодили медзаклад та офіси. Протягом дня росіяни закдали 70 авіаударів, скинули 96 КАБів, запустили 877 дронів, здійснили понад 4000 обстрілів позицій ЗСУ і населених пунктаів. Увечері росіяни вдруге вдарили КАБом по Херсону, почалася пожежа, серед поранених була дитина. У Дніпропетровській області ЗС РФ дронами та артилерією пошкодили інфраструктуру Укрзалізниці.
За добу на фронті відбулися 149 бойових зіткнень, в Курській області вудбуловся 20 боєзіткнень.
Внаслідок російського удару по Кривому Рогу було влучання у центр житлового кварталу, були постраждалі. Щонайменше 8 людей поранено. Один із ударів припав на готель «Дружба», де в момент атаки перебували волонтери гуманітарної організації — громадяни України, США та Великої Британії.
Українські безпілотники вночі вдруге за тиждень атакували Москву та Підмосков'я. Також вночі дрони уразили резервуар із бензином у нафтокомплексі в Туапсе.
Безпілотники СБУ успішно атакували дві газокомпресорні станції Давідовская та Новопетровская. Також дрони СБУ уразили польовий склад ракет для комплексів С-300/С-400 поблизу населеного пункту Радьковка (Бєлгородська область). Після влучання розпочалася активна детонація боєприпасів.
Вдень український безпілотник атакував територію військового полігону та військової частини у Муліно Нижньогородської області РФ. В Муліному розташований 333-й Центр бойової підготовки Західного військового округу.
Посли країн ЄС у форматі Комітету постійних представників за письмовою процедурою продовжили дію індивідуальних санкцій проти осіб, що причетні до порушення або погроз суверенітету та територіальної цілісності України. Наразі офіційний представник ЄС утримався від поширення інформації щодо деталей прийнятого рішення. Водночас він підтвердив, що дія санкцій не була поновлена стосовно чотирьох осіб — імена колишнього керівника одного з найбільших виробників мінеральних добрив «Єврохім» Владіміра Рашевського, сестри російського олігарха Алішера Усманова — Гульбахор Ісмаїлової, бізнесмена В'ячеслава (Моше) Кантора, а також міністра спорту РФ Михаїла Дегтярьова, крім того ще троє померлих осіб видалені із санкційного списку. Виключення з санкційного списку було за вимоги представників Угорщини.

### 15 березня
За добу ЗС РФ втратили 1180 солдатів, 28 артсистем, 97 БПЛА та 102 авто. Вночі ЗС РФ атакувала Україну двома ракетами Іскандер-М та 178-ма ударними БпЛА. Сили ППО знищили 130 ударних дронів.
Внаслідок нічної атаки дронами в двох районах Чернігова був пошкоджений дев'ятиповерховий будинок, обійшлося без постраждалих, почалася пожежа.

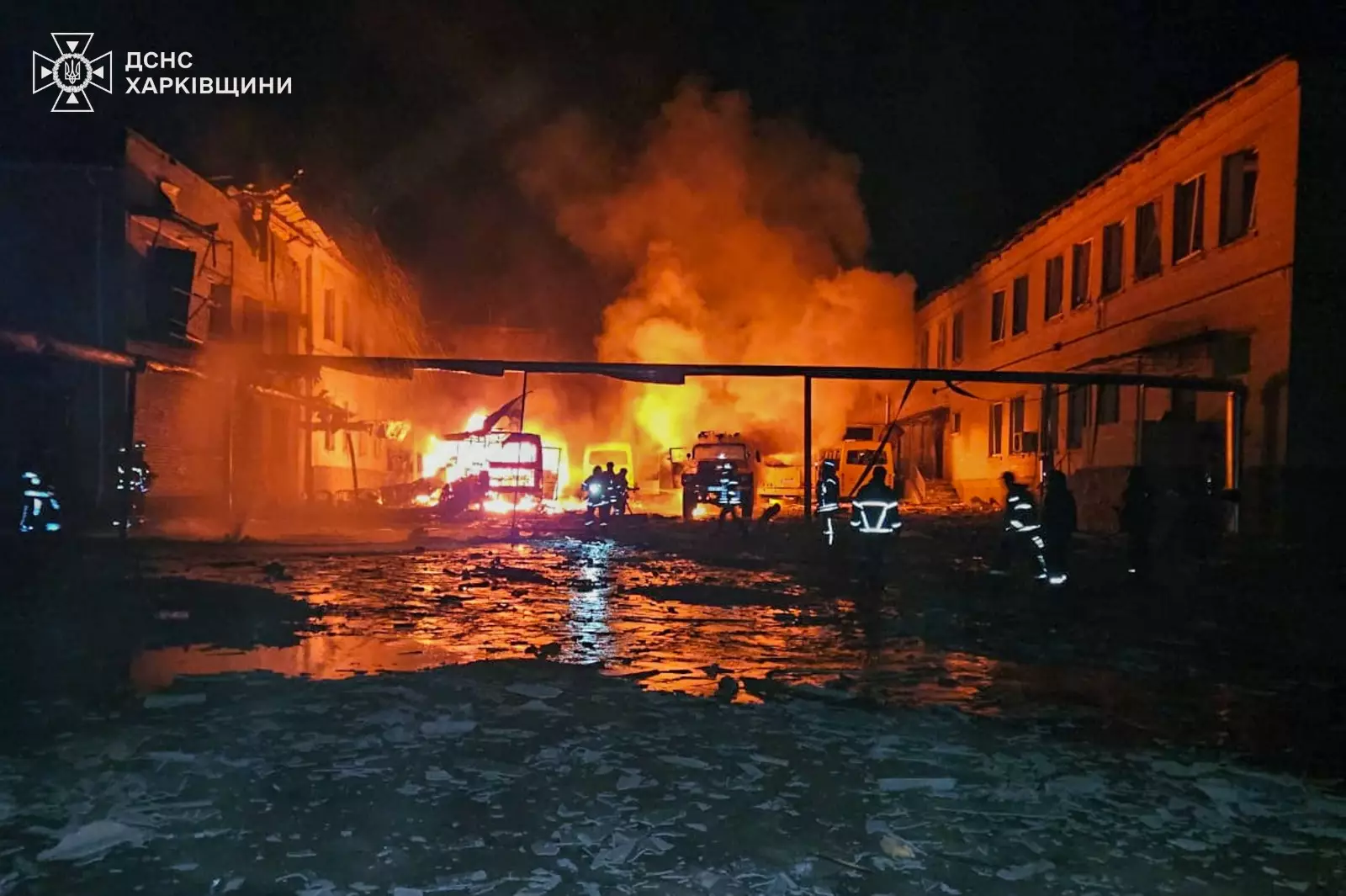
Ліцей в Богодухові після влучання дронами. 15 березня 2025 року.

Росіяни вночі атакували Запорізьку область, є влучання в об'єкт інфраструктури. Вночі росіяни атакували місто Богодухів за допомогою БпЛА. Два з них влучили в дах будівлі навчального закладу, виникло загорання на площі 500 м2. Попередньо пошкоджено 18 приватних домоволодінь, 5 шкільних автобусів. Постраждали 4 людини. Внаслідок російської атаки на Одесу та Чорноморськ були поранені та значні пошкодження.
У Волгограді вночі українські дрони атакували НПЗ. У ніч проти 15 березня невідомі безпілотники атакували нафтопереробний завод у Волгограді. Місцеві мешканці повідомили про десять вибухів  у Радянському районі та в селищі Котлубань. В аеропорту Волгограда введено план «Килим».
Росіяни мають просування у Курській області, на цій ділянці фронту їм вдалося захопити 2 населених пункти. Також їм вдалося окупувати одне з сіл на території Луганської області, ЗС РФ захопили Суджу.
За даними ISW, російські військові блогери та українські офіційні особи продовжують заперечувати безпідставні заяви президента Путіна про те, що ЗС РФ оточили значну кількість українських військ у Курській області. Росіяни продовжили свої наступальні операції в Курській області, але не повністю витіснили ЗСУ з цього району. ЗСУ просунулися під Торецьком, а ЗС РФ просунулися в Сумську область, а також в районі Часів Яру і Покровська.
Унаслідок ракетного удару російських військ по Кривому Рогу постраждали 14 людей, у тому числі — двоє дітей. У місті зруйновано одноповерхову будівлю розважального закладу. Пошкоджена інфраструктура, понад півтора десятка багатоквартирних та 10 приватних будинків, два навчальні та спортивний заклади.
В вечері армія РФ вдарила по приватному сектору Ізюма на Харківщині трьома БпЛА Герань-2, одна людина померла ще 2 поранено. Також в вечері російський «Shahed» влучив в п'ятиповерхівку в Чернігові, другий пошкодив два приватні будинки.
Прем'єр-міністр Великої Британії Кір Стармер під час онлайн-зустрічі лідерів приблизно 25 країн, що входять до так званої «коаліції охочих», закликатиме держави взяти на себе чіткі зобов'язання щодо підтримки України. Мета — посилити тиск на російського диктатора Володимира Путіна, щоб змусити його погодитися на припинення вогню.
Україна терміново звернулася до урядів Італії та Франції з проханням надати додаткові ракети Aster-30 для зенітних батарей SAMP/T, оскільки наявні боєприпаси майже вичерпано.
Україна разом із міжнародними партнерами підписала та вже оплатила ініціативу з постачання 155-мм артилерійських боєприпасів.
Австралія відкрита до розгляду будь-яких запитів щодо участі у миротворчій місії в Україні. Прем'єр-міністр країни Ентоні Албанізі зазначив, що Австралія взяла на себе зобов'язання надати 1,5 млрд доларів на допомогу Україні, зокрема 1,3 млрд доларів на постачання важливого обладнання та підготовку військових.
Проведено успішне бойове випробування ракети «довгого» Нептуна на дістанцію до 1000 км.

### 16 березня
За добу ЗС РФ втратили 1400 солдатів, 78 артсистем, 180 БПЛА та 113 авто. Вночі ЗС РФ атакувала Україну підтверджено збиття 47 з 90 БпЛА, 33 локаційно втрачені. Внаслідок російської атаки постраждали Чернігівщина, Київщина, Харківщина та Одещина.
ЗСУ відступили майже з усієї території Курської області, за винятком невеликої ділянки поруч з кордоном. На піку наступу ЗСУ контролювали 800 км2 російської території.
РФ звинувачує українських військових нібито у воєнних злочинах у Курській області, аби зірвати переговори про 30-денне перемир'я. За даними ISW, радник президента США з національної безпеки Майкл Волц заявив, що Україна отримає невизначені гарантії безпеки в обмін на невизначені територіальні поступки. Лінія фронту на той час не забезпечувала стратегічної глибини, необхідної Україні для адекватного захисту від поновлення російської агресії. ЗСУ просунулися біля Борової, тоді як росіяни просунулися в Сумській області та біля Великої Новосілки.
У Сумській області від російських обстрілів загинула цивільна особа, ще дві людини були поранені. Загалом, ЗС РФ здійснили 114 обстрілів прикордонних територій та населених пунктів області.
Прем'єр-міністр Великої Британії Кір Стармер оголосив про плани щодо розгортання миротворчого контингенту в Україні чисельністю у близько 10 тисяч бійців. Близько 35 країн погодилося надати озброєння та підтримку миротворчій операції в Україні. Основу контингенту, ймовірно, складатимуть військові Великої Британії та Франції.
Радник президента Росії з питань зовнішньої політики Юрій Ушаков повторив, що Росія розглядає заклик до припинення вогню в Україні лише, як спробу дати українській армії час для реорганізації та переозброєння. Росія передала свою стурбованість Сполученим Штатам і заявила, що може швидко організувати зустріч між президентом Дональдом Трампом і президентом Володимиром Путіним, якщо це буде необхідно.
Зеленський за поданням Міноборони призначив начальником ГШ ЗСУ генерал-майора Андрія Гнатова. Раніше на цій посаді перебував Анатолій Баргилевич.

### 17 березня
За добу ЗС РФ втратили 1210 солдатів, систему реактивного залпового вогню і понад 100 БПЛА. Вночі ЗС РФ атакувала Україну 174 ударними БпЛА типу. Сили ППО знищили 90 дронів, ще 70 російських безпілотників-імітаторів — локаційно втрачені, без негативних наслідків. Внаслідок російської атаки постраждали Одещина,  Харківщина, Дніпропетровщина, Кіровоградщина, Сумщина, Чернігівщина та Київщина. У Кременчуцькому районі Полтавської області ввели аварійні відключення електроенергії після російської атаки безпілотниками.
ЗС РФ атакували об'єкт критичної інфраструктури в одній із прифронтових громад Запоріжжя. Понад 3000 абонентів залишилися без світла та три села — без водопостачання.
В вчері ЗС РФ завдали балістичного удару по місту Кривій Ріг, внаслідок якого постраждала судова установа.
У тимчасово захоплених районах Луганської області окупаційна адміністрація роздає землю російським військовим.
Президент Володимир Зеленський підписав закон, який передбачає можливість направлення підрозділів ЗСУ до інших держав.
В Україні успішно пройшов випробування далекобійний безпілотник власного виробництва. Дальність дрона сягає 3000 км.
Адміністрація президента США Дональда Трампа розглядає можливість офіційного визнання Криму частиною Росії у межах потенційної угоди про завершення війни РФ проти України.
Сполучені Штати виходять із Міжнародної групи з розслідувань злочинів агресії Росії проти України. Це рішення є останнім свідченням того, що адміністрація Трампа відмовляється від притягнення президента Росії Володимира Путіна до відповідальності за злочини, скоєні проти українців.
Рада Євросоюзу схвалила виплату Україні третього платежу в межах Ukraine Facility на суму майже 3,5 млрд євро.
Уряд Нової Зеландії продовжив дію санкцій проти Росії, запроваджених через агресію проти України, термін яких спливав 17 березня на три роки, до 17 березня 2028 року.

### 18 березня
За добу ЗС РФ втратили 1560 солдатів, 20 бойових броньованих машин і 3 системи протиповітряної оборони. Вночі ЗС РФ атакували Україну 137 ударними БПЛА і імітаторами. Сили ППО збили 63 російські безпілотники, ще 64 БпЛА локаційно втрачені. Внаслідок російської атаки постраждали Харківщина, Сумщина, Полтавщина, Дніпропетровщина та Черкащина. ЗСУ знищили російські системи «Град» та «Стрєла» на Запорізькому фронті, завдали ударів по російській ремонтній базі.
МО РФ заявило про 5 атак з боку ЗСУ протягом дня. Губернатор бєлгородської області В'ячеслав Гладков повідомив про обстріли та атаку 49 українських дронів.
Вночі російські дрони атакували нафтопереробний завод у місті Мерефа, що належить Харківській інвестиційно-промисловій групі AES Group. По підприємству було випущено близько 20 безпілотників, а удари тривали протягом двох годин.
У Деснянському районі Києва уламки впали на школу, але пошкоджень будівлі та постраждалих немає. Вночі ЗС РФ атакували ракетами і дронами, ППО працювала в 12 областях.
Аеророзвідники 14-го окремого полку безпілотних авіаційних комплексів Сил безпілотних систем у взаємодії з підрозділом реактивної артилерії завдали ураження трьом північнокорейським самохідним артилерійським установкам «Коксан» у Курській області за допомогою реактивної системи залпового вогню M142 HIMARS, яка завдала удару боєприпасами з уламково-фугасними та касетними бойовими частинами.
Російський ударний вертоліт Мі-28 Ночной охотнік зазнав катастрофи у Волосівському районі Ленінградської області. Екіпаж загинув. ЗСУ знищили командний пункт РФ у Бєлгородській області. Вночі БПЛА вдарили по місту Кропоткін у Краснодарському краї, біля нафтопереробного заводу спалахнула пожежа та прогриміли три вибухи.
Російський дрон впав на дах Сумської обласної клінічної лікарні.
Росія збільшує кількість підрозділів інформаційно-психологічних операцій (ІПСО) у складі своїх сил. Це свідчить про намір країни-агресора посилити інформаційний тиск на Україну. Спецпідрозділи інформаційного впливу з'явились, зокрема, у складі 3-ї та 51-ї загальновійськових армій ЗС РФ.
Трамп заявив, що провів продуктивну телефонну розмову з Путіним, під час якої було досягнуто домовленості щодо негайного припинення вогню по об'єктах енергетики та інфраструктури.
Російські військові отримали наказ про тимчасове припинення ударів по енергетичній інфраструктурі України. У момент отримання наказу в повітрі перебувало сім російських ударних безпілотників, націлених на об'єкти української енергетичної інфраструктури, пов'язані з ВПК, що знаходяться на Миколаївщині, пише Міноборони.
Парламент Німеччини схвалив історичний законопроєкт, який дозволить інвестувати до 1 трлн євро в армію та інфраструктуру країни. Бундестаг підтримав більшістю голосів законопроєкт про внесення змін у Конституцію, які дозволять витрачати бюджетні кошти понад боргового ліміту для видатків на оборону і потреб федеральних земель.

### 19 березня
За добу ЗС РФ втратили 1060 солдатів, 64 артсистеми, 100 БПЛА та 111 авто. Вночі ворог атакував двома балістичними ракетами Іскандер-М, чотирма зенітними ракетами С-300 та 145 БпЛА. Підтверджено збиття 72 БпЛА, ще 56 локаційно втрачені. Внаслідок російської атаки постраждали Сумщина, Одещина, Полтавщина, Дніпропетровщина, Київщина та Чернігівщина. У Курській області триваюли бої, зона контролю ЗСУ зменшилася.
Уламками БпЛА у Миргородському районі було пошкоджено складське приміщення одного з підприємств. Постраждалих немає. В Криму українські розвідники кілька днів поспіль масштабно атакували об'єкти РФ, пошкодили вертоліт, корабель «Федір Урюпін», більше десяти РЛС та інші об'єкти.
Вночі ЗС РФ вдарили КАБами по Запорізькому району, почалися пожежі, поранено цивільних жителів. Постраждали 61-річний чоловік, троє жінок (50, 54, 55 років) і дитина.
Вранці росіяни вдарили безпілотниками по енергосистемі залізниці на Дніпропетровщині. Є знеструмлені ділянки, рух поїздів продовжився за графіком.
Кропивницький вночі пережив наймасованішу ворожу атаку. У місті відбулося щонайменше 30 вибухів, 10 людей зазнали поранень, в тому числі одна дитина. В місті багато влучань в об'єкти жилої інфраструктури. ЗС РФ запустили 171 дрон, 75 знищили силами ППО. 63 БПЛА локаційно втрачені.
Вночі українські безпілотники атакували нафтобазу у станиці Кавказькій в Краснодарському краї Росії. Через падіння уламків сталася пожежа на розташованій поруч зі станицею нафтобазі, площа загоряння 20 квадратних метрів. За даними видання, пошкоджено трубопровід між резервуарами. Спрацювала автоматична система пожежогасіння та охолодження. Пожежники продовжували гасити пожежу протягом дня, але до вечора площа пожежі на нафтобазі збільшилася в 2,5 рази і досягла 4250 м².
За даними ISW, Росія і Україна не оголосили про формальне запровадження тимчасового припинення вогню у вигляді ударів на великі відстані. Офіційні заяви США, України та Росії вказують на те, що сторони ще не завершили узгодження деталей угоди. ЗСУ просунулися у Білгородській області та під Покровськом, тоді як ЗС РФ здійснили просування поблизу Часів Яру, Торецька, Покровська та Великої Новосілки.
В Україні започатковують коаліцію цивільного захисту, яку очолить Фінляндія. Вона допоможе з будівництвом укриттів і залученням партнерів.
Британські сили спеціального призначення нібито приведені в стан готовності до відправки в Україну в рамках миротворчої місії Великої Британії. Підрозділи спеціального призначення отримали вказівку готуватися до мобілізації в Україну від військових планувальників, які відповідають за підготовку сил. Командний центр військового планування Великої Британії, Постійний об'єднаний штаб (PJHQ) минулого тижня отримав директиви розпочати процес розгортання особового складу і ресурсів.
Росія та Україна обмінялися військовополоненими за формулою 175 на 175, ще 22 захисники повертаються додому завдяки заходам поза обмінами. Звільнені з полону воювали в лавах Збройних Сил, ВМС, Нацгвардії, Сил територіальної оборони та прикордонної служби.
В вечері росіяни завдали ударів шістьма дронами по Слов'янську. Дві людини поранено, пошкоджено 2 багатоповерхівки, адмінбудівлю, офісне приміщення і підприємство.
Спільнота «Кіберборошно» виявила ураження інфраструктури нафтопроводу «Дружба» в Росії, під удар потрапила лінійна виробничо-диспетчерська станція (ЛПДС) «Унеча» в Брянській області.
Трамп завершив телефонні переговори з Зеленським і заявив, що задоволений результатами.. Зеленський підтвердив, що погодився на паузу в ударах по енергетиці — про це він написав в мережі Х в дописі про телефонну розмову з Трампом: «У мене була позитивна, дуже змістовна і відверта розмова з президентом США Дональдом Трампом. Я подякував йому за гарний і продуктивний початок роботи української та американської команд у Джидді 11 березня — ця зустріч команд значно допомогла рухатися до припинення війни. Ми погодилися, що Україна та Сполучені Штати повинні продовжувати співпрацю для досягнення реального припинення війни та тривалого миру. Ми віримо, що разом з Америкою, з президентом Трампом і під американським керівництвом цього року можна досягти тривалого миру.»
Спеціальний посланник президента Трампа на Близькому Сході Стів Віткофф заявив, що припинення вогню в Україні може бути досягнуто протягом декількох тижнів. «Я думаю, що ми досягнемо цього [припинення вогню] за кілька тижнів. (…) Зараз технічні команди мають розставити всі крапки над „і“. І всі залучені до цього процесу». Віткофф підкреслив, що досягнення повного припинення вогню залежить від 2 000 км лінії фронту, де воюють українські та ЗС РФ, зазначивши, що умови значно відрізняються на різних ділянках.
До України прибуло ще кілька винищувачів четвертого покоління F-16.
Великобританія виключила зі санкційного списку російського бізнесмена, колишнього співвласника газодобувної компанії Нортгаз Фархада Ахмедова.
Верховний представник ЄС із закордонних справ і політики безпеки Кайя Каллас заявила, що в Білій книзі Європейського Союзу про майбутню оборону міститься заклик постачати Україні щонайменше 2 мільйони артилерійських снарядів щорічно. Вона також включала нову стратегію зміцнення європейської оборони та збільшення військової підтримки України.
Сили безпілотних систем перехоплюють ворожі дрони-камікадзе типу Shahed («Герань») за допомогою новітніх засобів. Оператори підрозділу «Darknode» 412-го полку «NEMESIS» вже знищили понад 10 ворожих дронів Shahed-136/131 за допомогою засобу, назва та тип якого не розкривається. У СБС деталізують, що виріб коштує близько $5000, тоді як вартість дронів-камікадзе противника складає понад $150 000.

### 20 березня
За добу ЗС РФ втратили 1400 солдатів. Загальні втрати РФ з повномасштабного вторгнення склали майже 900 тисяч осіб. Вночі армія РФ атакувала Україну 171 ударним БпЛА типу Shahed і безпілотниками-імітаторами різних типів. Підрозділи ППО України збили 75 дронів, ще 63 — локаційно втрачені.
ЗСУ просунулися у Бєлгородській області, ЗС РФ просувалися поблизу Торецька, Покровська, Великої Новосілки, а також у Курській області.
У РФ Саратовська область зазнала атаки безпілотників, у місті Енгельс пошкоджена будівля лікарні, постраждала одна людина. Українські ЗМІ писали про влучання по складу військового аеродрому «Енгельс-2». В Енгельсі могла початися евакуація жителів будинків, прилеглих до авіабази. В районі авіабази стратегічної авіації «Енгельс» під Саратовом, де базуються Ту-95МС та Ту-160, внаслідок атаки дронів здетонував склад з боєприпасами. Там зберігались крилаті ракети типу Х-101 та Х-555. Вночі у Волгоградській області пролунали вибухи, БпЛА рухалися вбік місцевого аеродрому Маринівка.
ЗС РФ завдали авіаудару КАБами по житловому будинку у селищі Краснопілля на Сумщині, загинули двоє цивільних.
У центрі Рівного стався вибух на вулиці Київській, який кваліфіковано як терористичний акт. Постраждали водій та пасажир — їх госпіталізували.
У Бериславі Херсонської області внаслідок атаки FPV-дронів постраждали п'ятеро поліцейських.
Вночі ЗС РФ завдали ударів керованими авіабомбами по населених пунктах Запорізького району Запоріжжя. У ДСНС зазначали, що внаслідок обстрілу загорілися автомобілі та житлові будинки на загальній площі 700 м², постраждало 5 людей, в тому числі дитина.
Пізно ввечері російські військові вдарили по Одеській області. Окупанти атакували цивільну інфраструктуру. Внаслідок атаки постраждали троє підлітків, у трьох локаціях спалахнули потужні пожежі. Також є локальні аварійні відключення електроенергії у Приморському, Пересипському та Київському районах Одеси.
За даними ISW, Росія, Україна і США ще не домовилися про деталі мораторію на атаки на енергетичну інфраструктуру; українська атака на авіабазу в Енгельсі в будь-якому випадку не підпадатиме під цей мораторій, оскільки вона є військовим об'єктом. ЗСУ просунулися у Бєлгородській області, тоді як ЗС РФ просунулися у Курській області та поблизу Торецька, Покровська і Великої Новосілки.
Лідер Чехії — Петер Павел прибув з візитом до України. Зокрема чеський президент відвідав Одесу, яка в цей час перебувала під масованою російською атакою.
Європейська комісія виділила Україні додатковий транш у розмірі 1 мільярда євро в рамках макрофінансової допомоги (МФД), яка має бути погашена за рахунок надходжень від знерухомлених державних активів Росії в ЄС.
Норвезька компанія NAMMO, один із провідних виробників артилерійських боєприпасів, та українське оборонне підприємство підписали угоду про стратегічну співпрацю. Документ поглиблює чинну співпрацю, що відбувається за підтримки урядів Норвегії та України на двосторонньому рівні. Вона охоплює ширший спектр боєприпасів, їхніх компонентів і матеріалів.
ЗС РФ атакували Дніпропетровську область дронами та артилерією. Під ударом опинилися Нікопольський та Синельниківський райони. У Нікополі та Марганецькій громаді через ворожий обстріл загинув 73-річний чоловік. Ще одна жінка, 68 років, зазнала поранення і лікуватиметься амбулаторно. Окрім цього, пошкоджено приватний будинок і гараж.
Путін підписав указ, згідно з яким «громадяни України, які незаконно перебувають у Росії, зобов'язані виїхати до 10 вересня 2025 року або легалізуватися».
Велика Британія не відправлятиме миротворчі сили в Україну без гарантій безпеки з боку США.
Усі лідери ЄС, за винятком прем'єр-міністра Угорщини Віктора Орбана підтримали заяву, в якій підтвердили непохитну підтримку територіальної цілісності України. Єврокомісар з питань торгівлі та економічної безпеки Валдіс Домбровскіс повідомив, що G7 вирішила, що заморожені російські активи не будуть повернуті Росії, поки вона не компенсує свої втрати. Навіть якщо США вийдуть з цього рішення, Європейський Союз не поверне заморожені активи Росії, поки Росія не компенсує збитки Україні. На його думку, це був важливий козир у відносинах з Російською Федерацією.
Міністр у справах Європейського Союзу Янош Бока заявив, що Угорщина не підтримує інтеграцію України до європейських оборонних структур, розглядаючи країну як буферну зону між Європою і Росією, «яка слугуватиме інтересам як Росії, так і Європи». Бока заявив, що потенційна роль України, як «буферної зони» залежить від «консенсусу між глобальними гравцями», додавши, що якщо «і США, і ЄС зроблять щось в Україні без згоди Путіна, це саме по собі стане джерелом конфлікту».

## 21—31 березня

### 21 березня
За добу ЗС РФ втратили 1330 солдатів, понад 100 артилерійських систем і 17 танків. Вночі росіяни атакували Україну 214-ма ударними БпЛА типу «Shahed» та безпілотниками-імітаторами різних типів. Дрони ворог запускав з п'яти напрямків. Зафіксовані руйнування житлової та енергетичної інфраструктури в Київській, Сумській, Одеській та Хмельницьких областях.
ЗС РФ обстріляли газовимірювальну станцію «Суджа» у Курській області. РФ звинуватила у цьому Україну. При цьому, за даними Генштабу ЗСУ, станцію неодноразово обстрілювали самі росіяни. Зокрема, влітку 2024 року ЗС РФ атакували станцію КАБами, а 18 березня ЗС РФ повторно вдарили по ній КАБами. За даними ЗСУ, напередодні ворог обстріляв ГВС «Суджа» з артилерії.
Російські воєнні в Білозерці Херсонської області атакували з дрона чоловіка на мопеді вранці, він загинув. Також через атаки РФ поранено четверо людей у Херсоні та Станіславі. ЗС РФ завдали ударів по трьох містах Донецької області, спричинивши жертви серед цивільних та значні руйнування. Найбільших руйнувань зазнав Лиман. Росіяни випустили по місту п'ять ракет із РСЗВ Смерч, внаслідок чого двоє людей отримали поранення. Також пошкоджено 23 житлові будинки, лінію електропередач, газогін, автомобіль і гараж. Увечері ЗС РФ атакували БПЛА з термобаричною бойовою частиною по Запоріжжю, троє людей загинули, 12 травмовані. Увечері ЗС РФ атакували дронами Київ, уламки одного БПЛА впали на дах житлового будинку.
Чехія та Україна розпочинають три спільні оборонні проєкти, що включають не лише постачання боєприпасів, але й обмін експертизою.
У місті Кропоткін Краснодарського краю в РФ стався повторний вибух на нафтобазі, яку днями атакували ударні безпілотники.
Німецька митниця конфіскувала танкер Eventin, який стояв на якорі біля острова Рюген зі 99 тисячами тонн сирої нафти вартістю 40 мільйонів євро на борту. За даними Європейського Союзу, судно Eventin, що ходило під прапором Панами, насправді є частиною російського «тіньового флоту», за допомогою якого РФ обходить західні санкції, запроваджені через війну проти України.
У Страсбурзі завершився перший етап роботи над документами для створення Спеціального трибуналу щодо злочину агресії проти України. Проєкти документів готові до політичного розгляду.
Уряд Великої Британії та ірландська компанія Thales підписали контракт на виробництво понад 5 тисяч протитанкових керованих ракет для України. Угода вартістю до 1,6 мільярда фунтів стерлінгів фінансується коштом британського кредиту у 3,5 мільярда фунтів стерлінгів.
Естонія закупить військову допомогу для України на 100 млн євро у своєї оборонної промисловості. Зазначається, що до списку входять безпілотні літальні апарати та безпілотні наземні транспортні засоби, водні судна, медичне обладнання та предмети постачання, які постачають естонські оборонні підприємства.

### 22 березня
За добу ЗС РФ втратили 1210 солдатів і 294 одиниці техніки. За даними ISW, українські сили просунулися під Покровськом, а ЗС РФ — під Сіверськом і Покровськом, а також у західній частині Запорізької області. ЗСУ просунулися в західній частині Бєлгородської області, ЗС РФ просунулися у Сумській області, а також поблизу Куп'янська, Торецька та Покровська.
РФ атакувала Україну вночі, використовуючи 179 безпілотників Shahed 136/131 та безпілотні літаки різних типів, які були запущені з Міллерово, Приморсько-Ахтарська та Криму. Українська протиповітряна оборона знищила 100 безпілотників на півдні, півночі та в центрі країни, 63 було знищено в Україні. Від атак постраждали Запорізька, Харківська, Сумська та Київська області.
У окупованому Луганську внаслідок бандитських розбірок вбили пособника «Ахмата» Джейхуна Саламова, в нього зробили 16 пострілів.
Вранці українські безпілотники атакували російський завод вибухових речовин «Промсинтез» у Чапаєвську Самарської області. Губернатор В'ячеслав Федоришев заявив, що атака «не призвела до руйнувань і жертв», а один безпілотник був збитий. Однак кадри, опубліковані на каналі «Exilenova+» в Telegram, свідчать про вибухи поблизу заводу.
Міністерство енергетики України повідомило, що Нідерланди виділили 65 млн євро до Фонду енергетичної підтримки України.
У 2024 році Росія році перевезла понад 60 % морського експорту нафти танкерами «тіньового флоту», зокрема 78 % сирої нафти і 37 % нафтопродуктів. Про це повідомило Головне управління розвідки Міноборони України.
Спецпосланець президента США Стів Віткофф в інтерв'ю Такеру Карлсону заявив, що статус окупованих територій є найбільшою проблемою в урегулюванні війни в Україні. За його словами, йдеться про Крим і «так звані чотири регіони: Донбас, Луганськ і ще два» та готовність України визнати їх російськими. «Вони російськомовні, були „референдуми“, де переважна більшість людей показали, що вони хочуть бути під владою Росії. Я вважаю, що це ключове питання конфлікту», — заявив Віткофф. Зараз, за його словами, «питання в тому, чи визнає світ, що це російські території? Чи зможе Зеленський вижити політично, якщо визнає це?». Також Віткофф не думає, що «росіяни хочуть пройти Європою». «Росіяни отримали те, що хотіли. Вони „повернули“ ці п'ять регіонів. Навіщо їм ще щось?», — заявив Віткофф.
В Україні було налагоджено виробництво боєприпасів до стрілецької зброї за чеською ліцензією. Переговори стосувалися, зокрема, постачання комплектуючих для локалізованого виробництва стрілецьких боєприпасів та збирання штурмових гвинтівок Bren-2.

### 23 березня

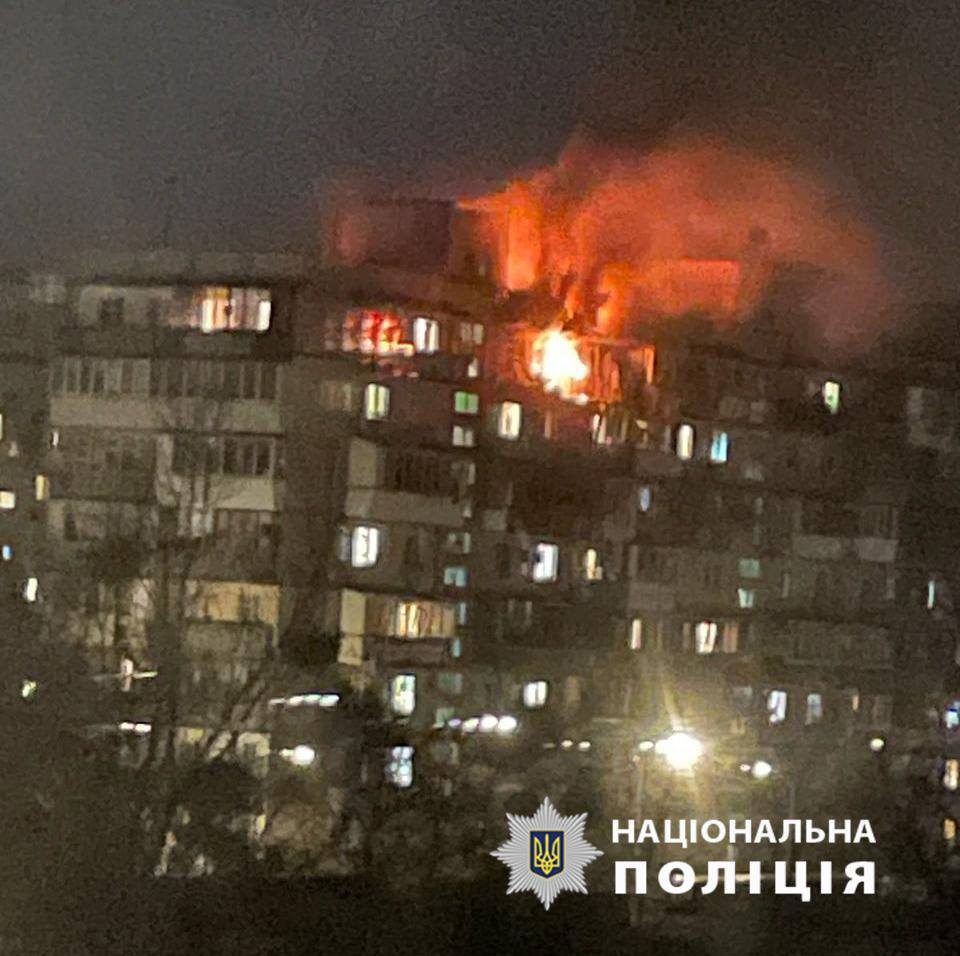
Руйнування в Києві після нічної атаки російських безпілотників. 23 березня 2025 року

ЗС РФ втратили за добу 1470 солдатів, 9 танків, 27 броньованих машин. Росіяни атакували вночі 147 БпЛА. Підтверджено збиття 97 БпЛА, ще 25 локаційно втрачені. Противник застосував більшу кількість саме ударних БпЛА (щонайменше 122 одиниці), дронів-імітаторів, відповідно — 25! Внаслідок російської атаки постраждали Київщина, Харківщина, Сумщина, Чернігівщина, Одещина та Донеччина. У Києві падіння уламків російських безпілотників зафіксували у п'яти районах, три людини загинули, серед них п'ятирічна дитина, постраждали десять людей. Ще дві людини були поранені у Київські області.
На Одещині в Біляївці стався вибух у будівлі поліції. Місцеві канали повідомляють, що у відділок поліції зайшла жінка з пакетом, після чого здетонувала вибухівка. Внаслідок вибуху у відділку поліції на Одещині троє поліцейських отримали поранення, жінка померла.
Міністерство оборони Росії повідомило, що за ніч було збито 59 українських безпілотників, у тому числі 29 над Ростовською областю і 20 над південно-західною частиною Астраханської області. За словами ростовського губернатора Юрія Слюсаря, внаслідок атаки українського безпілотника загинула одна людина.
Воїни третьої окремої штурмової бригади ЗСУ звільнили село Надія Сватівського району Луганської області, яке розташовано поблизу з межею Харківської області.
За даними ISW, офіційні особи США та України зустрілися в Ер-Ріяді, Саудівська Аравія, щоб обговорити схему тимчасового мораторію на далекобійні атаки і можливе тимчасове припинення вогню в Чорному морі. ЗСУ просунулися біля Борової, а ЗС РФ — біля Торецька та Покровська.
Генеральний штаб ЗСУ повідомив, що Росія атакувала в напрямках Харкова, Куп'янська, Лиману, Сіверська, Краматорська, Торецька, Покровська, Новопавлівська та Гуляйполя, де відбулося 140 бойових зіткнень. За минулу добу ЗС РФ здійснили 74 авіаудари, 2 350 польотів безпілотників та 145 обстрілів українських позицій і населених пунктів. Триває операція в Курській області, де ЗС РФ здійснили 17 штурмових дій, 292 артилерійських обстріли, п'ять обстрілів та 12 авіаударів, застосувавши 14 авіаційних бомб по українських позиціях та населених пунктах. Українська авіація та артилерія завдали ударів по 13 місцях зосередження, трьох пунктах управління безпілотниками, зенітній установці та трьох артилерійських підрозділах.
Українські партизани підпалили базу росіян у Маріуполі. Згоріли кілька транспортних засобів, повідомив напередодні радник мера Маріуполя Петро Андрющенко.
У Ер-Ріяді українська та американська делегації провели перший раунд переговорів. Українську делегацію очолював міністр оборони Рустем Умєров, також до неї входять держсекретар МЗС Олександр Карасевич, заступники керівника ОП Павло Паліса та Ігор Жовква та заступник міністра енергетики Микола Колісник. Зеленський заявив, що зустріч була конструктивною та корисною, досягнуто прогресу з ключових питань.
Бюджетний комітет Бундестагу затвердив близько 11 мільярдів євро додаткових коштів, які будуть витрачені на надання Україні військової допомоги. Це включає понад 8 мільярдів євро, виділених на військову допомогу протягом 2026—2029 років.

### 24 березня
У Фастівському районі Київської області через атаку ворожих БПЛА був поранений чоловік, пошкоджені приватні будинки, була пожежа на території торгівельного підприємства.
Вночі ЗС РФ обстріляли Запоріжжя, у місті сталася пожежа, пошкоджено вікна багатоповерхівок та будівлі поблизу, поранено 54-річну жінку.
Ізюм Харківської області зазнав масованих російських ударів із застосуванням дронів-камікадзе, сталася пожежа.
Відбулися переговори в Ер-Ріяді між американською та російською делегаціями. Представниця МЗС РФ Захарова заявила, що від переговорів в Ер-Ріяді «не варто очікувати проривів». Американську делегацію там представляють старший директор Ради нацбезпеки Білого дому Ендрю Пік і високопоставлений чиновник Держдепартаменту США Майкл Антон. З боку РФ — голова комітету Ради Федерації з міжнародних справ Григорій Карасін і радник директора ФСБ Сергій Бєсєда.
Газета «The Moscow Times» повідомила, що Росія навмисно затягувала переговори, щоб захопити більше території і посилити свою позицію на переговорах. Час грав на користь Росії, і вона хотіла використати його ефективно. РФ сподівалася, що США або терпітимуть подальші російські наступи, або чинитимуть тиск на Україну з метою виведення військ з частково окупованих регіонів, включаючи Херсонську та Запорізьку області.
За даними ISW, ЗСУ просунулися у Демидівці на північному заході Бєлгородської області, поблизу Торецька і Покровська, тоді як ЗС РФ просунулися поблизу Сіверська, Торецька, Покровська і Великої Новосілки. ЗС РФ не змогли впоратися із забезпеченням достатньої кількості безпілотників FPV, незважаючи на постійні зусилля з централізації російських безпілотників під наглядом Міністерства оборони Росії.
Транспортування російської нафти через атаковану вночі станцію Кропоткінську в найближчому майбутньому неможливе, заявила прес-служба Каспійського трубопровідного консорціуму.

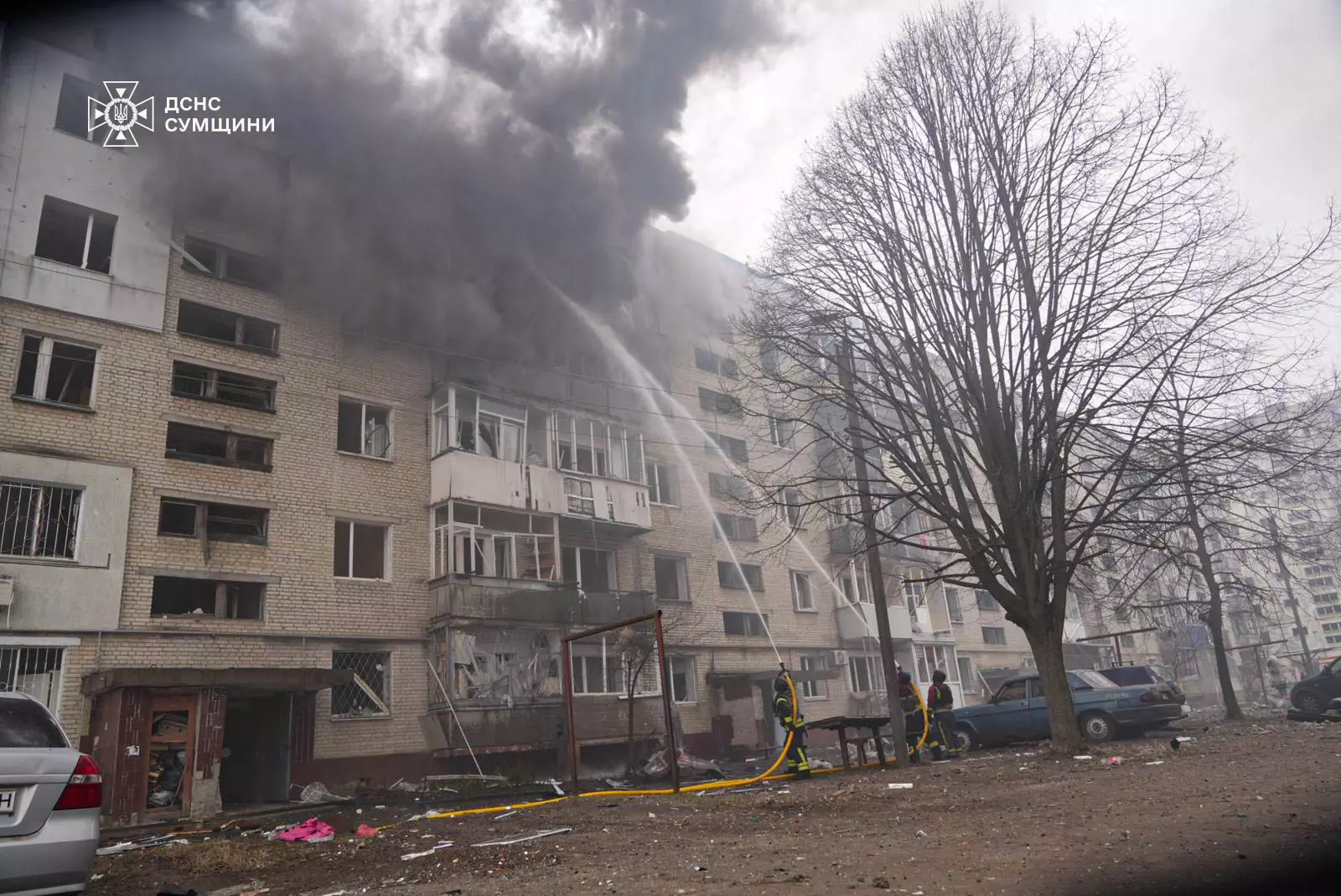
Житловий будинок у Сумах після російського ракетного обстрілу. Окрім житлових будинків, були пошкоджені об'єкти інфраструктури, школа та медичні заклади.

Росіяни завдали ракетного удару по густонаселеному житловому кварталу Сум, відомо про 101 пораненого, серед яких 23 діти. Руйнувань зазнали велика кількість житлових об'єктів. Внаслідок російського ракетного удару, в Сумах пошкоджені понад 50 будівель. Поранено 90 жителів, серед постраждалих 17 дітей.
У Приморському краї РФ зазнав аварії штурмовик Су-25 під час навчально-тренувального польоту, пілот катапультувався і вижив.
Жителі села Репяхівка в Бєлгородській області РФ звинуватили російських військових у масовому мародерстві. За їхніми словами, російські солдати, котрі перебувають у регіоні через бої з українською армією, пограбували щонайменше 20 будинків.
47 артилерійська бригада отримала на озброєння причіпну 155-мм гармату «Богдана-Б» українського виробництва, це перша поява данної гармати на фронті.
У Бєлгородській області РФ Сили спецоперацій ЗСУ у взаємодії з ГУР, Ракетними військами і артилерією пошкодили два вертольоти Мі-28 та знищили два гелікоптери Мі-8 противника. Про це повідомила пресслужба ССО. Стоянка вертольотів знаходиться за координатами 51.055, 36.186 поблизу селища Івня приблизно в 60 км від державного кордону України та була успішно виявлена ССО ЗСУ, після чого у взаємодії з ГУР МО координати цілі передали розрахунку реактивної системи HIMARS. Для ураження російської авіатехніки з реактивної системи HIMARS було запущено ракети M30A2, які оснащені 180 тисячами малих уражальних елементів у вигляді вольфрамових кульок (преформованих фрагментів), що оточують центральний вибуховий заряд.
Троє російських «журналістів» видань «Известия» і «Звезда» були ліквідовані під час атаки на автомобіль у Куп'янському районі. Країни-партнери «безпілотної коаліції» виділили 20 млн євро зі спільного фонду на закупівлю розвідувальних безпілотників тактичного класу для України. «Ми вдячні нашим партнерам за те, що вони відгукнулися на цю критичну потребу. Швидка реакція та гнучкість у прийнятті цього рішення є важливими, особливо зараз, коли Збройні Сили потребують їх найбільше». Очікується, що безпілотники будуть доставлені протягом трьох місяців.

### 25 березня
За добу ЗС РФ втратили 1180 солдатів, 3 реактивні системи залпового вогню і 98 авто. Вночі ворог атакував балістичною ракетою Іскандер-М із Криму та 139 БпЛА. Підтверджено збиття 78 ударних БпЛА, ще 34 локаційно втрачені. Внаслідок російської атаки постраждали Харківщина, Сумщина, Полтавщина, Кіровоградщина, Київщина, Черкащина та Одещина. Вночі на території Фастівського і Бориспільського районів Київської області були ліквідовані загоряння в складських приміщеннях, що виникли внаслідок падіння уламків БпЛА. На Полтавщині через російські обстріли поранено двох працівників підприємства. На Куп'янському напрямку бійці 43-ї окремої механізованої бригади розбили російську колону з десантом, які йшли на штурм.
Повітряні сили ЗСУ успішно вразили місце зосередження живої сили противника в Кондратівці Курської області. Об'єкт був зруйнований, ліквідовано до 30 окупантів.
Місто Ізюм на Харківщині знаходилося під атакою російських безпілотників — зафіксовані удари 14 БпЛА, є влучання у нежитлові приміщення.
Повітряні сили ЗСУ уразили місце зосередження живої сили російських військ у селі Кондратівка Курської області. Повідомляється про одночасне ураження до 30 осіб.
Пізно вночі в Кривому Розі під час масової російської атаки на місто, пролунало щонайменше 15 вибухів. Внаслідок атаки російських дронів у Кривому Розі спалахнули пожежі, пошкоджені адмінбудівля, складські приміщення, підприємство та шість автомобілів.
За даними ISW, американські, українські та російські посадовці досягли певних домовленостей про тимчасове припинення вогню на час атак на енергетичну інфраструктуру та в Чорному морі. Путін продовжував відкидати запропоноване Трампом і Зеленським тимчасове припинення вогню на лінії фронту, незважаючи на те, що погодився на певну форму припинення вогню для атак на енергетичну інфраструктуру і в Чорному морі. Зволікання і непоступливість Путіна перешкоджали зусиллям Трампа щодо забезпечення довготривалої і стабільної мирної угоди. ЗС РФ просунулися у прикордонних районах Курської та Сумської областей, а також поблизу Торецька і в західній частині.
ЗС РФ, ймовірно, отримали «Панцирь-СМ-СВ», що може мати радар із дальністю виявлення 75 км та знищувати гіперзвукові та балістичні повітряні цілі.
Україна та США домовилися забезпечити безпечне судноплавство у Чорному морі, а переміщення Росією своїх військових суден за межі східної частини Чорного моря буде вважатися порушенням «духу домовленостей». Міністр оборони України Рустем Умєров назвав п'ять ключових моментів, що були узгоджені у ході перемовин:
Російська сторона опублікував свою версію переліку енергетичних об'єктів рф та України, які нібито підпадають під 30-денний мораторій на удари з 18 березня.
Серед них:
- Нафтопереробні підприємства, нафто-, газопроводи та сховища.
- Інфраструктура генерації та передачі електроенергії.
- АЕС і дамби ГЕС.

Документ нібито узгоджений між США та РФ. У разі порушення сторона звільняється від зобов'язань.
Директор ЦРУ Джон Реткліфф заявив на слуханнях у Сенаті, що Україна продовжуватиме війну навіть «голими руками», якщо не отримає прийнятних умов для тривалого миру. «Я хочу сказати, що коли мова йде про український опір, український народ і українські військові були недооцінені протягом декількох років. З моїх думок про спостереження, з точки зору розвідки, я переконаний, що вони будуть воювати голими руками, якщо доведеться, якщо їм не будуть надані прийнятні умови для тривалого миру».

### 26 березня
За добу ЗС РФ втратили 1280 солдатів, 17 артилерійських систем і 77 авто. Вночі ЗС РФ атакували Україну 117-ма ударними БпЛА типу Shahed і безпілотниками-імітаторами різних типів. Протиповітряна оборона збила 56 БпЛА, ще 48 ворожих безпілотників-імітаторів локаційно втрачені (без негативних наслідків). Внаслідок російської атаки постраждали Сумщина, Дніпропетровщина, Кіровоградщина та Черкащина.
У Бєлгородській області ЗСУ ліквідували пропагандистку «Первого канала» Анну Прокоф'єву.
За даними ISW, деталі домовленостей щодо припинення атак на енергетичну інфраструктуру та в акваторії Чорного моря, яких офіційні особи США, України та Росії досягли 24 і 25 березня, залишилися неясними. Росія і Україна звинувачують одна одну в ударах і порушеннях режиму припинення вогню. ЗС РФ наступали в Курській області, поблизу Торецька, Великої Новосілки та на заході Запорізької області, а ЗСУ — у Білгородській області та поблизу Торецька. Крім того, Росія продовжувала реорганізовувати свої підрозділи безпілотників у нові підрозділи, ймовірно, у рамках поточних зусиль зі створення російських безпілотних повітряних сил.
РФ атакувала на Харківському, Куп'янському, Лиманському, Сіверському, Краматорському, Торецькому, Покровському, Новопавлівському, Гуляйпільському, Запорізькому та Херсонському напрямках, де відбулося 224 бойових зіткнення. Протягом доби ЗС РФ здійснили один ракетний наліт, 77 авіаударів, 2646 польотів безпілотників та 159 обстрілів українських позицій і населених пунктів. Тривала операція в Курській області, де ЗС РФ здійснили 25 штурмових дій, 492 артилерійських обстріли, дев'ять артобстрілів та 19 авіаударів, застосувавши 28 авіаційних бомб по українських позиціях. Українська авіація та артилерія завдали ударів по 15 місцях зосередження, радіолокаційній станції та артилерійському підрозділу.
СБУ затримала агентурну пару РФ в Запоріжжі, яка готувала підрив саморобного вибухового пристрою поблизу місцевої військової частини.
Ввечері Росія масовано атакувала Харків ударними дронами. Пошкоджені багатоповерхові житлові будинки і об'єкт цивільної інфраструктури. Мер міста Ігор Терехов повідомив про щонайменше 12 ударів, внаслідок атаки постраждали восьмеро людей.
Ввечері ЗС РФ атакували дронами Дніпро. Три людини постраждали, пошкоджено понад 10 багатоповерхівок, підприємства, освітній заклад та десятки автомобілів.
Міноборони уклало контракти з 12 українськими виробниками озброєння на суму майже 130 млрд грн. Про це заявив під час онлайн-зустрічі з представниками Федерації роботодавців України Defence директор Департаменту політики закупівель Гліб Канєвський.
Франція виділить додаткові 2 мільярди євро на військову допомогу для України. Про це повідомив президент Франції Емманюель Макрон. В пакет допомоги ввійдуть: протитанкові ракети, ракети для ППО, ракети для літаків Mirage, зенітні ракети «Містраль», легкі танки AMX-10RC, бронетранспортери VAB і різні боєприпаси, в тому числі дистанційно керовані ракети і безпілотники, боєприпаси та інші засоби.
Колишній головнокомандувач ЗСУ, а нині посол України у Великій Британії Валерій Залужний розповів, що Румунія просила його не розповідати про падіння російських дронів на її території. За його словами, східноєвропейські країни скептично ставляться до ефективності п'ятої статті НАТО, яка передбачає, що напад на одну з країн Альянсу означатиме напад на весь Альянс.
Речниця Єврокомісії Аніта Гіппер заявила, що припинення агресії Росії проти України та «безумовне виведення» російських військ з усієї території України буде однією з головних умов, яку має виконати РФ, щоб ЄС змінив або скасував санкції. Гіппер підкреслила, що санкції ЄС не поширюються на торгівлю сільськогосподарською продукцією, включаючи продукти харчування, зерно і добрива, з третіми країнами. Вона повторила, що скасування санкцій вимагатиме від Росії повного виведення військ з України.

### 27 березня
Протягом доби ЗС РФ втратили 1670 одиниць живої сили, десятки одиниць техніки. Вночі ЗС РФ атакували балістичною ракетою Іскандер-М та 86 дронами. Підтверджено збиття 42 ударних БпЛА, ще 26 локаційно втрачені. Внаслідок російської атаки постраждали Харківщина, Сумщина, Дніпропетровщина та Чернігівщина.
Речник українського угруповання «Південь» Владислав Волошин заявив, що Росія активізувала свої наступальні операції на Запорізькому напрямку, посилюючи тиск на південні позиції України, додавши, що росіяни намагаються зміцнити свої позиції напередодні можливих переговорів про перемир'я або припинення вогню. «Росіяни хочуть отримати якомога більшу перевагу або зайти якомога далі в Запорізькій області», — сказав він. За його словами, ЗС РФ накопичили сили для штурмових операцій, використовуючи невеликі групи піхоти. Ця тактика, яка використовувалася в інших секторах, дала певні результати на Запоріжжі, зокрема в районі Оріхова та Гуляйполя.
За даними ISW, Росія продовжувала атакувати критично важливу та цивільну інфраструктуру України під виглядом припинення вогню через атаки на енергетичну інфраструктуру, що не відповідало меті президента США Дональда Трампа використати тимчасове припинення вогню для сприяння встановленню тривалого миру в Україні. ЗСУ просунулися в районі Борової, Торецька, Покровська та Курахового, тоді як росіяни просунулися в напрямку Курської та Сумської областей, а також поблизу Лиману, Торецька, Покровська та в західній частині Запорізької області.
Президент Зеленський заявив, що ЗС РФ атакували енергетичну інфраструктуру в Херсоні, порушивши умови перемир'я, дві людини загинули і щонайменше п'ять отримали поранення. Атака пошкодила залізничний вокзал, житлові будинки, а також електромережу.
Путін заявив, що «Росія не почне переговори про мирний договір, поки в Україні не буде сформовано уряд, який заслуговує на довіру, і не буде підписано правовий документ, який заслуговує на довіру, є стабільним і визнаним усім світом». Він підкреслив, що конфлікт в Україні є дуже складним і вимагає серйозного обговорення та вирішення. Росія готова співпрацювати з Європою для вирішення українського питання, але Європа намагається водити Росію за ніс. Відповідаючи на запитання ЗМІ про заяви Путіна, речник Ради національної безпеки США Брайан Г'юз заявив, що спосіб здійснення влади в Україні має відповідати її Конституції та її народу.

### 28 березня
За добу ЗС РФ втратили 1860 солдатів, 122 артсистеми, 144 дрони і 210 авто. Вночі Україну було атаковано 163 безпілотником, збито 89 дронів, 51 локаційно втрачений. Були влучання в Полтавській, Запоріжській та Одеській областях. В Полтавській області влучання в складські приміщення, а також в 6 приватних будинків. На фронті відбулося 116 бойових зіткнень, ЗС РФ були найбільш активними на Покровському напряму, де здійснили 50 атак.
Губернатор Саратовської області Роман Бусаргін повідомив про удари БпЛА по області вночі, однак інших заяв стосовно атаки він не робив. Міністерство оборони РФ заявило про збиття над Саратовською областю 19 безпілотників.
Повітряні сили ЗСУ завдали успішного удару по прикордонному пункту пропуску «Погар» у Брянській області. В результаті ворог зазнав втрат у обладнанні та живій силі. За попередньою інформацією, ліквідовано від 15 до 40 росіян.
ЗС РФ атакували з дронів Антонівку та Білозерку на Херсонщині. Зазначається, що внаслідок скидання вибухівки у Антонівці 75-річний чоловік дістав вибухову травму та ампутацію рук. У Білозерці 37-річний чоловік дістав вибухову травму, контузію та струс головного мозку.
Росіяни атакували газовидобувні об'єкти Нафтогазу і пошкодили газовидобувні потужності. На щастя, постраждалих немає.
За даними ISW, Путін активізував зусилля, щоб представити український уряд як нелегітимний і нездатний вести переговори про припинення війни в Україні. ЗСУ просунулися у Білгородській області, в той час, як ЗС РФ просунулися у Курській області, поблизу Торецька і Курахово, а також у західній частині Запорізької області.
ЗС РФ завдали ударів з безпілотників по селах Антонівка та Білозерка в Херсонській області. Внаслідок скидання вибухівки з безпілотника в Антонівці 75-річний чоловік отримав поранення та ампутацію рук, а в Білозерці 37-річний чоловік отримав поранення, забої та струс мозку внаслідок вибуху.
Україна провела черговий захід репатріації тіл військових, загиблих на війні, повернувши тіла 909 українських захисників, Росії було повернуто 43 тіла.
Адміністрація Трампа повернула до оновленої угоди про надра вимогу до України відшкодувати всю допомогу, яку надали США після початку вторгнення — ЗМІ. У тексті угоди йдеться, що Україна зобов'язується компенсувати США вартість усієї допомоги — бюджетної, військової та гуманітарної. Ця сума отримує статус «Початкового внеску DFC» у Фонд. Сума допомоги, що підлягає поверненню, оцінюється у $123 млрд, за даними Інституту Кіля. Велика частина цих коштів була спрямована на військову підтримку, включно із замовленням озброєння у американських виробників та поповнення запасів Пентагону. Також в тексті угоди йдеться, що Україна має конвертувати доходи Фонду у долари та перераховувати їх на рахунки американської сторони.
Міністерство оборони виділило на забезпечення бойових бригад Збройних сил України майже 12,3 млрд грн у першому кварталі 2025 року.
Уряд Данії оголосив про надання 300 мільйонів данських крон (40 мільйонів євро) для створення інноваційного фонду, який буде спрямований на технологічний розвиток України на полі бою.
На газовимірювальній станції Суджа в Курській області РФ знову пролунали вибухи і почалася сильна пожежа. Російське міноборони заявило, що начебто вранці ЗСУ «обстріляли станцію з РСЗВ HIMARS», натомість керівник Центру протидії дезинформації РНБО Андрій Коваленко написав, що РФ повторно атакувала станцію в Суджі, яку вони не контролюють.

### 29 березня
За добу ЗС РФ втратила 1740 солдатів, 64 артилерійські системи і 23 танкии. Вночі ЗС РФ атакували Україну 172 БПЛА, більшість була знищена або зазнала впливу РЕБ. Підтверджено збиття 94 БпЛА, 69 локаційно втрачені без негативних наслідків. Унаслідок атаки російських безпілотників зазнала руйнувань база відпочинку в Охтирському районі Сумської області.
У Дніпрі атакою російських дронів протягом ночі було пошкоджено кілька багатоповерхівок. Майже у десятку приватних будинків сталися пожежі. Було влучання в готельно-ресторанний комплекс Bartolomeo. 4 люди загинули, 24 поранено.. 30 березня в місті оголосили день жалоби.
За даними ISW, українські та американські офіційні особи все ще вели переговори про умови тимчасового припинення операцій у Чорному морі та нападів на енергетичну інфраструктуру, що свідчить про те, що режим припинення вогню ще не був повністю кодифікований. Росія, ймовірно, використовувала переговори про припинення вогню зі США, щоб перевірити, до якої міри вона може домогтися поступок від Заходу, оскільки реалізація морського перемир'я не вимагала б послаблення санкцій. ЗС РФ були готові активізувати атаки на кількох ділянках фронту навесні та влітку 2025 року в надії вплинути на перемир'я та мирні переговори, що тривають. ЗСУ просунулися у Білгородській області та поблизу Покровська. ЗС РФ просунулися під Куп'янськом, Торецьком і Покровськом.

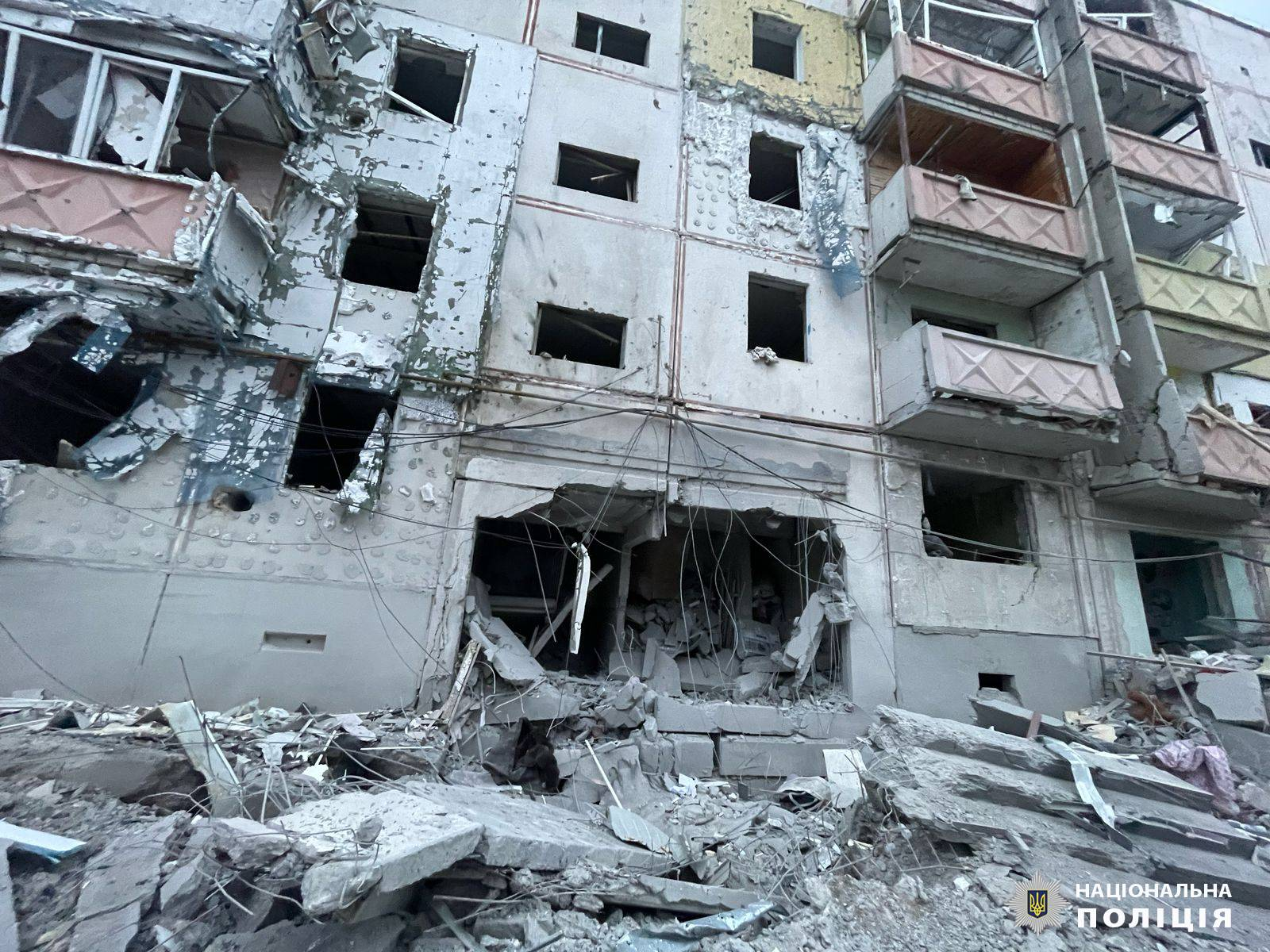
Наслідок удару КАБом по центру Куп'янська 30 березня 2025

У Сумській області ЗСУ атакували позиції окупантів та взяти у полон ціле відділення росіян. Успішну бойову роботу провели бійці 103-ї окремої бригади ТРО. У Херсонській області українські партизани знищили РЕБ «Лорандит», важливий комплекс ЗС РФ.
Увечері ЗС РФ масовано атакували БПЛА Харків, у Шевченківському районі пошкоджені 27 житлових будинків, по місту прилетіло щонайменше 20 дронів. Руйнувань зазнали ринок, РАЦС, Будинок проєктів, коледж, гуртожиток, де живуть ВПО, також один з дронів влучив у військовий госпіталь. Згоріли понад 10 цивільних авто та гаражі. Загинуло 2 людини 35 поранених, серед них п'ятеро дітей. 13 людей шпиталізовані, одна дівчина-підліток — у важкому стані.
ЗС РФ завдали удару ракетного удару по місту Кривий Ріг. Пошкоджені багатоповерхівки та приватні будинки, школа, автомийка. Як мінімум 5 людей зазнали поранень.
Виконавча рада Міжнародного валютного фонду схвалила виділення Україні $400 млн.

### 30 березня
За добу ЗС РФ втратили 1510 солдатів, 56 артсистем. Вночі ЗС РФ атакували Україну балістичною ракетою та 111 ударними БпЛА. Сили ППО збили 65 дронів, ще 35 ворожих безпілотників-імітаторів локаційно втрачені, без негативних наслідків. Внаслідок російської атаки постраждали Харківщина, Сумщина, Одещина та Донеччина. В Черкаській області знищено 21 БПЛА, в Харкові пролунав вибух. В селищі Антонівка Херсонської громади ЗС РФ скинули з дрона вибухівку, двох чоловіків було поранено.
На Курському напрямку ЗСУ зупинили 31 атаку росіян, ЗС РФ завдав 18 авіаударів із 23 КАБами, 265 артобстрілів позицій ЗСУ та населених пунктів, зокрема десять із реактивних систем залпового вогню.
РФ атакувала в напрямках Харкова, Куп'янська, Лиману, Сіверська, Краматорська, Торецька, Покровська, Новопавлівська, Гуляйполя, Запоріжжя та Херсона, відбулося 171 бойове зіткнення. Протягом доби ЗС РФ здійснили два ракетних удари, 116 авіаударів, 2 620 польотів безпілотників та 130 обстрілів українських позицій і населених пунктів. Тривала операція в Курській області, де ЗС РФ здійснили 21 штурм, 347 артилерійських обстрілів, п'ять артобстрілів та 20 авіаударів, застосувавши 31 авіаційну бомбу по українських позиціях. Українська авіація та артилерія завдали ударів по 14 місцях зосередження та командному пункту. В Дніпрі кількість жертв від російського удару 28 березня зросла до 28 людей.
Протягом тижня РФ застосувала проти України понад 1000 безпілотників, 1310 авіабомб і дев'ять ракет різних типів2. Росіяни вдарили КАБом по центру Куп'янська, три людини поранені.
Міністр оборони Естонії Ханно Певкур заявив, що припинення вогню в Україні збільшить загрозу безпеці країн Балтії, оскільки Росія продовжить переозброюватися і перекидати війська до північно-східного кордону НАТО. За словами міністра, з 600 000 російських військовослужбовців, які зараз перебувають в Україні, 300 000 можуть бути передислоковані туди. Міністр вважав, що російські солдати не повернуться додому, тому що їхня зарплата в армії в п'ять-десять разів вища за ту, яку вони могли б отримувати деінде в Росії.
Дональд Трамп заявив, що він розлючений через заяви Путіна про Зеленського. Він пригрозив запровадженням вторинних санкцій проти російської нафти, якщо Москва буде винною у зриві переговорів щодо припинення війни.

### 31 березня
Вночі Росія атакувала Україну 131 дроном та двома балістичними ракетами «Іскандер-М», ще 45 ворожих дронів-імітаторів були локаційно втрачені без негативних наслідків, ЗСУ збили 57 БпЛА. Від обстрілів РФ постраждали Сумщина, Донеччина, Харківщина, Київщина та Житомирщина. У Харкові рано вранці сталися влучання БПЛА по цивільним підприємствам, почалася велика пожежа, усі влучання сталися у Київському районі міста.
ЗСУ просунулися біля Торецька, а росіяни — у Курській та Сумській областях, а також біля Куп'янська, Курахового та Великої Новосілки. РФ намагалася відбити ті кілька танків, які вона залишила в резерві. РФ зосередила наступ на Покровському напрямку Донецької області. ЗС РФ намагалися потрапити в український тил у Торецьку Донецької області, використовуючи підземні комунікації, бої в місті тривали. Російським військовим було важко орієнтуватися в місті, тому вони вдалися до підземних комунікацій, щоб спробувати потрапити в місто.
Вранці ЗС РФ обстріляли Запорізьку область, є пошкодження енергетичної та цивільної інфраструктири. Вранці росіяни завдали дронового удару по Дніпровському району Херсона. Під ворожий удар потрапили троє людей. ЗС РФ обстріляли Куп'янськ з РСЗВ Ураган, двоє людей тяжко поранені.
Швеція оголосила про передачу Україні 19 пакета військової допомоги Україні. Він є рекордним за обсягом — майже $1,6 млрд. Про це повідомив Міністр оборони Швеції Пол Йонсон у соцмережі Х. Пакет включає, серед іншого, підтримку української ППО, артилерії, супутникового зв'язку та морського потенціалу. Пакет підтримки включає також передачу обладнання від Збройних сил Швеції на $93 млн. Зокрема, Україні буде передано кулемети типу m/58, різні боєприпаси, близько 100 автомобілів різних типів для обслуговування авіабази, запчастини для раніше переданої техніки та багато іншого.
Нідерланди профінансують розробку БПЛА для України на 500 млн євро, про це оголосили міністр Рубен Брекельманс та державний секретар Гійс Туїнман. Вони відвідали Дніпро після масштабної атаки РФ на місто, а також штаб на східному фронті.
Путін розпорядився призвати на військову службу у квітні-липні 2025 року 160 тис. росіян, кампанія мала стати найбільшою за 14 років, більше новобранців востаннє була зафіксована у 2011 році — 203 тисячі осіб.
За березень росіяни окупували 133 км2 української території — цей співставно з квітнем та червнем 2024, але у порівнянні з листопадом щомісячні втрати території впали майже вшестеро — порахував проект DeepState. Падіння результативності військ РФ триває. Незважаючи на велику втому у Силах Оборони та чималу кількість проблем, їм вдається мінімізувати успіхи противника. На жаль, зараз у росіян є своєрідний резерв у вигляді курського угрупування і велике питання, куди його перекинуть чи, як розділять.
Внаслідок кібератаки сайт Московського метрополітену став недоступним, відображаючи лише повідомлення про технічний збій нещодавно зламаного сайту «Укрзалізниці» (23 березня 2025 року). Російські користувачі сервісу повідомляли про збої в роботі як додатку «Московський метрополітен», так і сайту mosmetro.ru.
Про події наступного місяця — див. у статті Хронологія російського вторгнення в Україну (квітень 2025).